# Stadtbahn Bielefeld
Die Stadtbahn Bielefeld ist das Rückgrat des öffentlichen Personennahverkehrs in Bielefeld und wird von der moBiel GmbH, einem Tochterunternehmen der Stadtwerke Bielefeld, betrieben. Die Stadtbahn entwickelte sich aus der seit 1900 bestehenden Bielefelder Straßenbahn, indem zwischen 1978 und 1991 ein Innenstadttunnel gebaut und die Außenstrecken zu großen Teilen mit unabhängigen bzw. besonderen Bahnkörpern ausgestattet wurden. Ein für den Stadtbahnbetrieb angeschaffter Fahrzeugtyp, der Stadtbahnwagen M, ersetzte die Düwag-Gelenkwagen. Seit einem Streckenneubau in Richtung Universität im Jahr 2000 verkehren vier Linien. 2011 wurde der Fahrzeugbestand durch neue Stadtbahnwagen des Typs GTZ8-B ergänzt. Als einziges deutsches Stadtbahnsystem verwendet sie die Meterspur.

## Geschichte

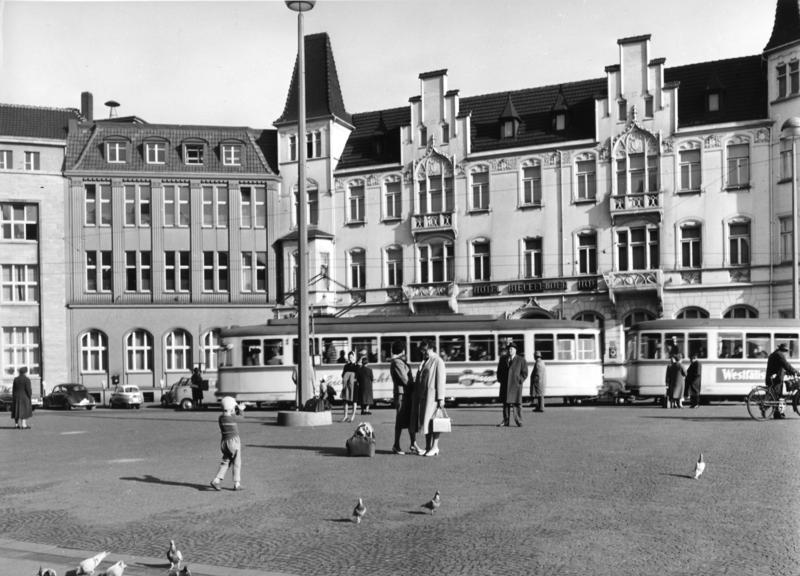
Großraumwagen der Linie 1 an der Haltestelle Hauptbahnhof 1961

Die Geschichte der Bielefelder Stadtbahn beginnt in den 1960er Jahren mit der Entscheidung, die vorhandene Straßenbahn nicht stillzulegen, sondern zu einem leistungsfähigen Verkehrssystem neben dem Individualverkehr auszubauen. Der damaligen Zeit entsprechend stand der Entwurf einer autogerechten Stadt im Vordergrund. Weitreichende Planungen zu breiten Straßenverbindungen beispielsweise durch den heutigen Ravensberger Park wurden von großen Teilen der Bevölkerung abgelehnt und schließlich auch verhindert. Ebenso gab es erhebliche Diskussionen über den Ausbau und eine Tunnelführung der Straßenbahn. Erste entscheidende Ratsbeschlüsse für eine „Stadtbahn“ nach Kölner Vorbild erfolgten 1966, zunächst für einen Tunnelabschnitt an der Beckhausstraße, und im März 1970 für das gesamte Stadtbahnsystem. Wichtige Voraussetzung war das Förderprogramm von Bund und Land Nordrhein-Westfalen, das eine Beibehaltung herkömmlicher Straßenbahnen erschwerte, für moderne Stadtbahnsysteme jedoch eine Übernahme von bis zu 90 % der Baukosten vorsah.
Grundlage der Stadtbahn sollte also eine Unterfahrung der Innenstadt sein, die in der Bevölkerung nicht überall Zustimmung fand.
Der erste 250 Meter lange Tunnelabschnitt entstand unter der Herforder Straße mit der U-Bahn-Station Beckhausstraße (Linie 2), die 1971 fertiggestellt wurde. Vom Baubeginn im September 1969 bis zur Eröffnung der Stadtbahn mit der Inbetriebnahme des Tunnelsystems zwischen der Haltestelle Rathaus und den drei Tunnelausfahrten Sudbrackstraße, Herforder Straße und Jöllenbecker Straße vergingen noch fast 23 Jahre. Wegen der jahrelangen und sehr umfangreichen Bauarbeiten prägte sich der noch heute gebräuchliche Slogan „Bielefeld – die freundliche Baustelle am Teutoburger Wald“ ein.

### Straßenbahn

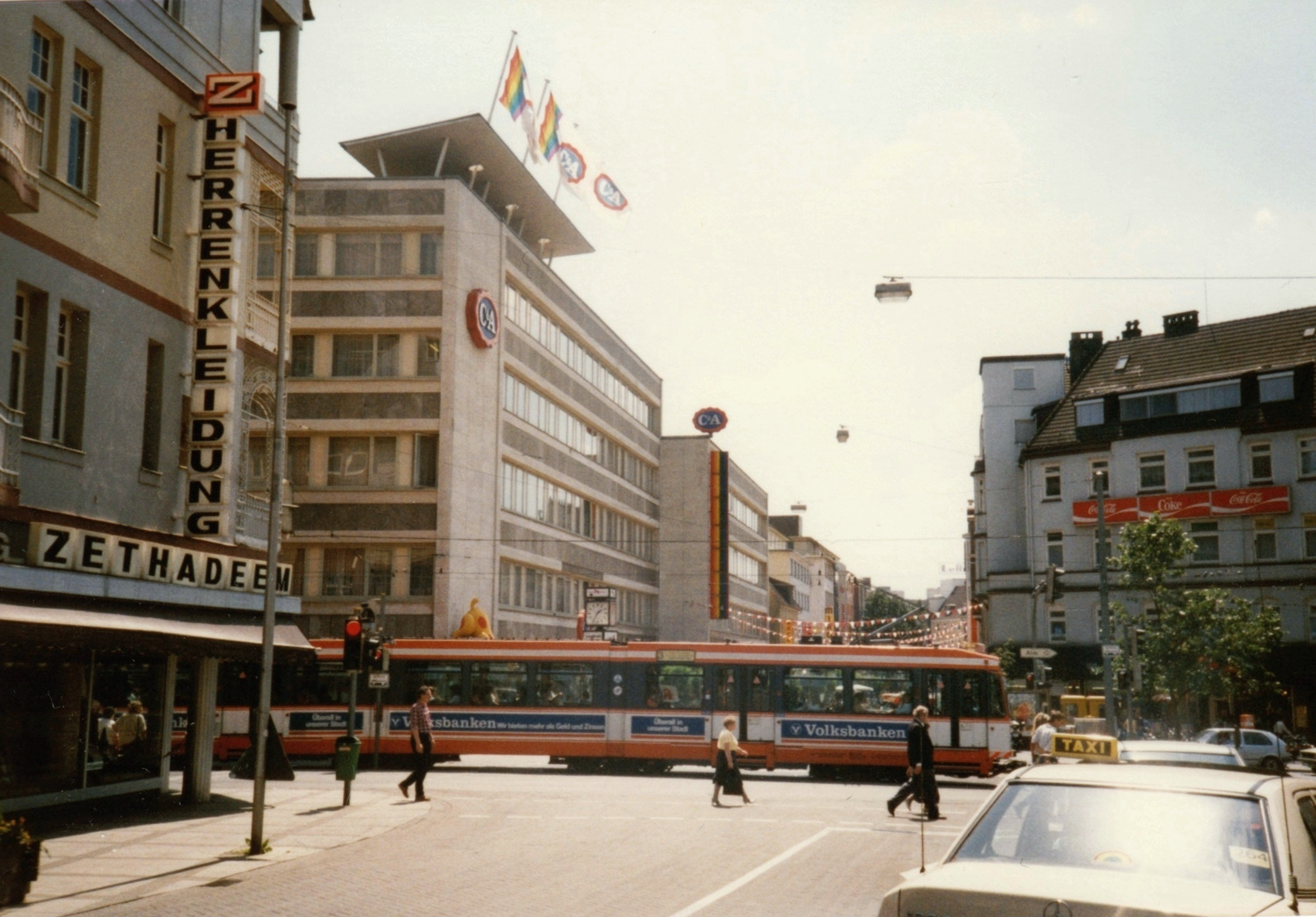
Stadtbahnzug auf der Straßenbahnlinie 3, Feilen-, Ecke Bahnhofstraße im August 1989

Die erste Bielefelder Straßenbahnstrecke vom Schildescher Rettungshaus (dem heutigen Krankenhaus Johannesstift) nach Brackwede-Dorf nahm am 20. Dezember 1900 ihren Betrieb auf. Aufgrund des profitablen Betriebes wurde 1902 mit dem Bau der zweiten Linie vom Hauptbahnhof nach Sieker begonnen. Der für 1914 geplante Bau einer dritten Linie wurde zunächst durch den Ausbruch des Ersten Weltkrieges verhindert. Die Linie 3 von der Oststraße bis Lange Straße ging dann 1928 in Betrieb.
Nach der Beseitigung aller Kriegsschäden des Zweiten Weltkrieges entstanden erste Überlegungen über die Zukunft der Bahn. Der stark wachsende Individualverkehr bewirkte zunehmend eine gegenseitige Behinderung des Verkehrsflusses. Mitte der 1950er Jahre wurde die Linienführung im Innenstadtbereich daher stark umgestaltet. Die Stadt hatte sich bereits für den Erhalt der Straßenbahn entschieden, durch die enge Bahnhofstraße durfte sie aber nicht mehr fahren. Auch auf dem Jahnplatz musste Verkehrsfläche abgegeben werden. 1957 verkehrten nur noch zwei Linien über diesen Platz, Linie 3 erhielt einen neuen Weg und kreuzte nun die anderen Linien in der Herforder Straße. Ab Ende der 1950er Jahre wurde das Streckennetz ausgebaut und im Außenbereich der Stadt verlängert.
In den 1980er Jahren sanken die Fahrgastzahlen. Der bisherige 10-Minuten-Takt, der in den Hauptverkehrszeiten durch Einsatzwagen teilweise zum 5-Minuten-Takt verdichtet worden war, wurde daher aufgegeben. Es bestand dann ein 12-Minuten-Takt und in den Schwachlastzeiten ein 40-Minuten-Takt. Ein Grund für die mangelnde Attraktivität war die Umsteigesituation zwischen den Straßenbahn- sowie städtischen und anderen Buslinien.
Als zentraler Treffpunkt der Bahnen diente damals die Haltestelle Berliner Platz zwischen Bahnhof und Jahnplatz. Hier traf die Linie 3, die über Kesselbrink, Friedrich-Ebert-Straße, Herforder Straße zur Feilenstraße fuhr, auf die beiden anderen Linien. Da die Straßenbahn in der Herforder Straße keinen eigenen Gleiskörper hatte, standen die Züge zwischen Berliner Platz (heute Willy-Brandt-Platz) und Jahnplatz oft im Stau. Zentraler Umsteigepunkt der Stadtbusse war der nur von den Straßenbahnlinien 1 und 2 angefahrene Jahnplatz. Busfahrgäste aus den östlichen Stadtteilen konnten teilweise die Linie 3 an der Viktoriastraße erreichen, andernfalls war ab Jahnplatz nach nur einer Haltestelle Straßenbahnfahrt erneut ein Umstieg mit entsprechenden Wartezeiten nötig. Die Linien 1 und 2 hatten wiederum keinen gemeinsamen Umsteigepunkt mit einigen Regionalbuslinien von Post und DB, weil diese am Busbahnhof Kesselbrink endeten. Die Fahrzeit vom Hauptbahnhof zum Jahnplatz war also ziemlich lang, während des 40-Minuten-Taktes kamen noch die Anschlusswartezeiten des Rendezvous-Betriebes am Berliner Platz hinzu.
Geschichte der Bielefelder Straßenbahn → Nahverkehr in Bielefeld

### Umbau zur Stadtbahn

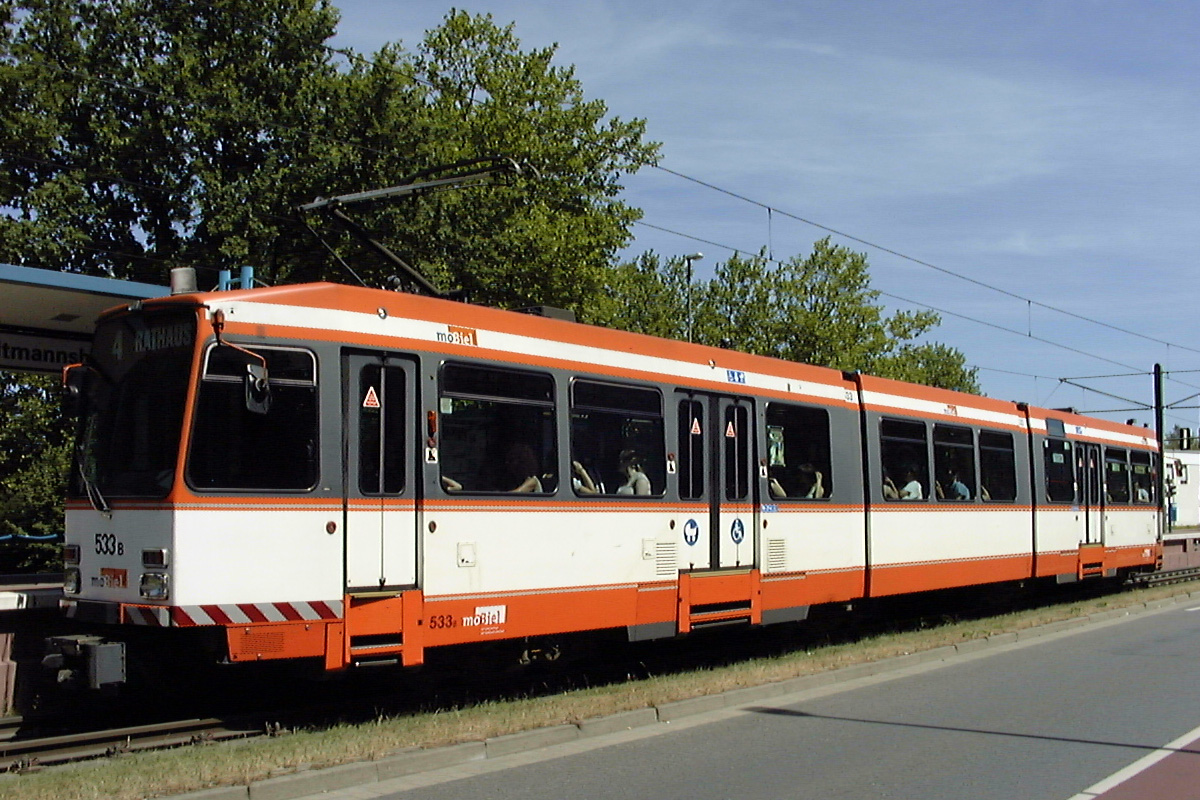
Stadtbahnwagen des Typs M8C in ursprünglicher Lackierung

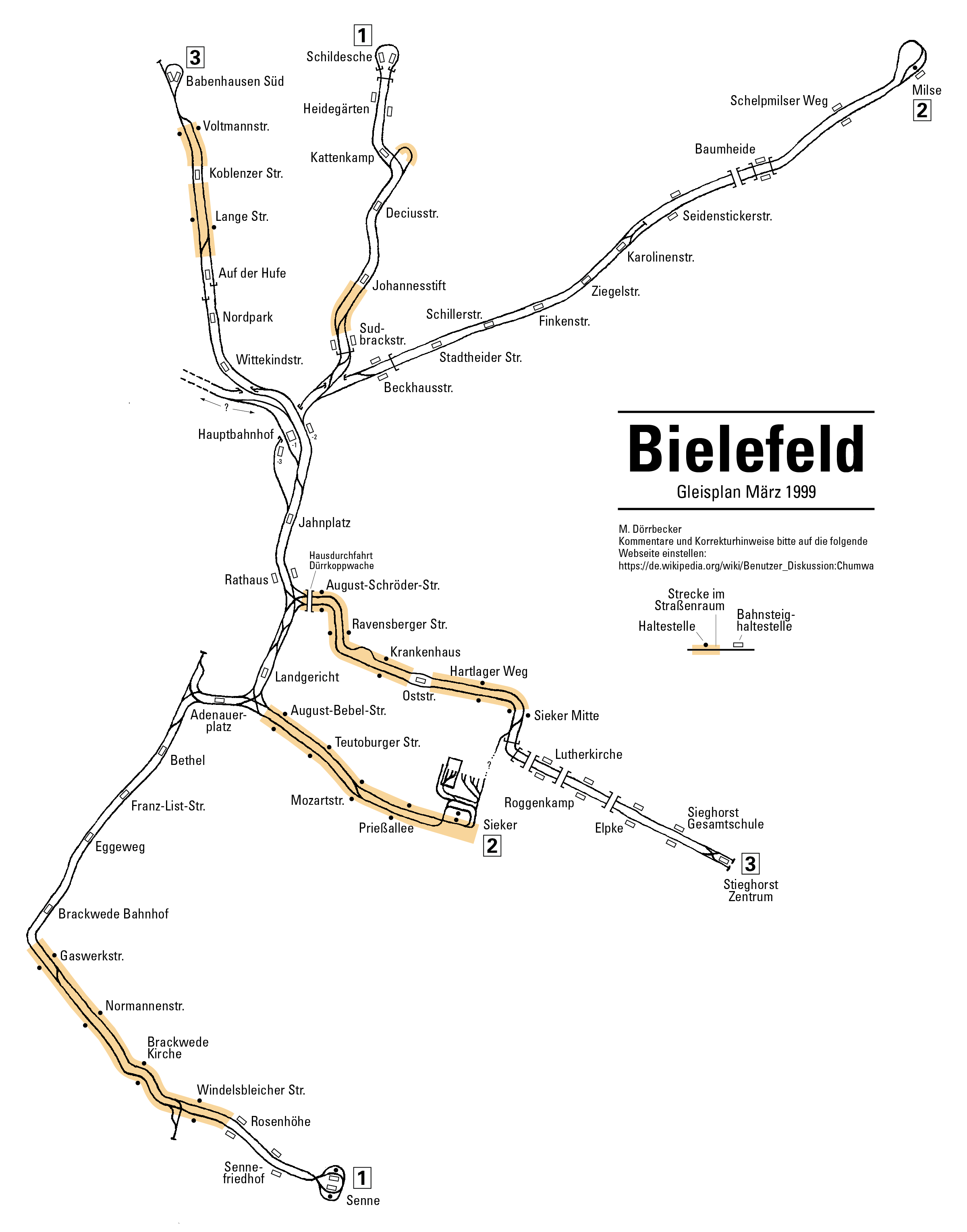
Gleisplan 1999

Der Fertigstellung des ersten Straßenbahntunnels folgte zunächst ein Baustopp für die weiteren geplanten Abschnitte bzw. die Stadtbahn insgesamt. Im September 1977 konnte der Tunnelbau am Hauptbahnhof fortgesetzt werden. Berücksichtigt wurde eine vierte Linie in den Bielefelder Westen durch den Bau von Blindstollen.
Wichtige Voraussetzung war die Zusammenführung aller Linien zur geplanten Rampe des Tunnels am Rathaus. Die dazu notwendige Verlegung der Linie 1 erfolgte im Mai 1982. Diese nutzte nun ab Jahnplatz bis zum Landgericht den Fahrweg der Linie 2 über den Niederwall. Ab Landgericht wurde nun die bereits 1962 fertiggestellte zweigleisige Verbindungsstrecke zum Adenauerplatz auf besonderem Bahnkörper genutzt, welche bisher überwiegend für Überführungsfahrten zum Betriebshof genutzt worden war. Die Haltestelle Klosterstraße musste damit entfallen, die Haltestelle Kunsthalle wurde durch die Haltestelle Adenauerplatz ersetzt.
Die Verlegung der Linie 3 durch die Nikolaus-Dürkopp-Straße in Richtung Rathaus erfolgte im September 1986. Dies führte zu einer erheblich verbesserten Anbindung der Linie 3 zu den Stadtbussen am Jahnplatz, allerdings ging die Verknüpfung zum ZOB der Regionalbusse am Kesselbrink verloren. Hier entfielen die Haltestellen Kesselbrink und Viktoriastraße, während die Haltestelle August-Schröder-Straße neu eingerichtet wurde. 
Neben dem Tunnelbau erforderte der Ausbau zur Stadtbahn eine Erneuerung großer Teile der Infrastruktur und den Austausch des Fuhrparks. Die bisherigen achtachsigen Düwag-Gelenkwagen (GT 8) waren für den Tunnelbetrieb nicht geeignet und mussten ersetzt werden. Vier Wagen vom Typ M8S (in Bielefeld als GT8Z bezeichnet) wurden 1976 ausgeliefert und zunächst auf der Linie 3 eingesetzt, 1982 folgten M8C-Wagen. Hinzu kam die barrierefreie Umgestaltung der Haltestellen mit Hochbahnsteigen in einheitlicher überdachter Ausführung. Alle Haltestellen erhielten Fahrkartenautomaten. Mit der Aufnahme des Stadtbahnbetriebes wurde der Fahrscheinverkauf in den Fahrzeugen eingestellt.
Weitere Maßnahmen dienten der Beschleunigung des Betriebes: Besondere Bahnkörper und Ampelvorrangschaltungen sowie Ampelsicherungen der verbliebenen Niedrig-Haltestellen. Im Zuge des Umbaus sind einige Haltestellen entfallen bzw. zusammengelegt worden. Die Fußwege haben sich dadurch beispielsweise in den Bereichen Feilen-, Meller-, Kreuzstraße und am Nicolaifriedhof (Herforder Straße) verlängert. Den größten Zeitgewinn verbunden mit einer erheblichen Leistungssteigerung brachte der Tunnelbetrieb. Ab dem 27. April 1991 fuhr zunächst die Linie 3 fahrplanmäßig durch den Innenstadttunnel, die Linien 1 und 2 folgten nach Herstellung der Gleisanschlüsse einen Tag später. Somit gilt der 28. April 1991 als offizieller Betriebsbeginn der „StadtBahn Bielefeld“.
In den 1990er Jahren wurde das Netz durch eine Verlängerung der Linie 3 in östlicher Richtung (Sieker Mitte bis Stieghorst, 5 Haltestellen, 1995/96) und den Bau der neuen Linie 4 (Rathaus – Universität, 7 Haltestellen, 2. April 2000) stark vergrößert. Im August 2000 erfolgte eine Ausgliederung des Verkehrsbetriebes der Stadtwerke Bielefeld, die moBiel GmbH entstand. Im Jahr 2002 wurde die Linie 4 um zwei weitere Haltestellen bis zum Endpunkt Lohmannshof erweitert. Die Haltestelle Universität (52° 2′ 21″ N, 8° 29′ 49″ O) ist der größte Haltepunkt des Stadtbahnnetzes an der Oberfläche. Eine überdachte Brücke verbindet Stadtbahn und Parkhäuser mit dem Universitäts-Haupteingang.
Im Jahr 2013 befand sich die Linie 2 in einer Planungs- und Ausbauphase. Im Stadtteil Milse wurde diese Linie um zwei Haltestellen bis zum Endpunkt Altenhagen verlängert. Die Eröffnung des Teilstücks fand am 6. Dezember 2015 statt.

### Geschichte des Liniennetzes

Liniennetz bis zum 7. Dezember 2019

Das Liniennetz der Straßenbahn Bielefeld war nur selten Änderungen unterworfen. Die meisten Änderungen waren mit Streckenverlängerungen oder -verlegungen verbunden. Seit 1968 nutzt die heutige Stadtbahnlinie 1 die Trasse der Bielefelder Kreisbahnen zwischen Johannesstift und der Endhaltestelle Schildesche An der Reegt. Bereits 1956 wurden die nördlichen Linienäste der Linien 2 und 3 getauscht, was 1976 durch einen weiteren Tausch wieder rückgängig gemacht wurde. Die wohl umfassendste Liniennetzänderung stellte die Eröffnung des Innenstadttunnels dar, bei der alle Linien auf einer Stammstrecke gebündelt wurden.
Bis zum 31. Juli 2021 wurde zwischen Haupt- und Ergänzungslinien unterschieden. Die Hauptlinien 1, 2, 3 und 4 waren Durchmesserlinien, wobei die Hauptlinie 4 bis 2019 nur als Radiallinie bis zur Haltestelle Rathaus verkehrte. In der Hauptverkehrszeit wechselten die Wagen teilweise die Linien, es verkehrten u. a. Züge Lohmannshof–Senne bzw. Stieghorst.
Hauptlinien von 8. Dezember 2019 bis 31. Juli 2021:
| Linie | Linienweg                                                                      | Fahrzeit | Haltestellen |
| ----- | ------------------------------------------------------------------------------ | -------- | ------------ |
| 1     | Schildesche – Hauptbahnhof – Jahnplatz – Bethel – Brackwede – Senne            | 28 Min.  | 22           |
| 2     | Altenhagen – Milse – Baumheide – Hauptbahnhof – Jahnplatz – Sieker             | 26 Min.  | 21           |
| 3     | Babenhausen-Süd – Hauptbahnhof – Jahnplatz – Sieker Mitte – Stieghorst Zentrum | 25 Min.  | 20           |
| 4     | Lohmannshof – Universität – Hauptbahnhof – Jahnplatz – Dürkopp Tor 6           | 15 Min.  | 11           |

Bei der Stadtbahn Bielefeld wurde früher für jede mögliche Verbindung eine eigene Liniennummer vergeben. Bis zum 31. Juli 2021 gab es neben den Hauptlinien noch vier Ergänzungslinien für Einzelfahrten. Weitere abweichende Linienbedienungen trugen wie heute die Linienbezeichnung und Farbe der Ziellinie (also z. B. bei Fahrtziel Senne die blaue „1“) oder ein „E“. Mit dem Fahrplanwechsel am 1. August 2021 verschwanden die Liniennummern der Ergänzungslinien sowie die Bezeichnung Einsatzwagen in Form des „E“, die Linie 10 wurde durch den Astwechsel durch die Linie 4 ersetzt, die Linien 12, 13 und 18 werden in Zukunft mit der Liniennummer, auf der die Endstation liegt, beschildert (so früher 12 Sieker, heute 2 Sieker; früher 18 Sieker Mitte, heute 4 Sieker Mitte).
Ergänzungslinien bis 31. Juli 2021:
| 10 | Lohmannshof – Universität – Hauptbahnhof – Jahnplatz – Stieghorst Zentrum | 10 |
| 12 | Sieker – Adenauerplatz – Brackwede – Senne                                | 12 |
| 13 | Schildesche – Hauptbahnhof – Jahnplatz – Sieker                           | 13 |
| 18 | Sieker Mitte – Krankenhaus Mitte – Adenauerplatz – Senne                  | 18 |

Die Linien 12, 13 und 18 waren Fahrten vom und zum Betriebshof Sieker. Linie 18 benutzte die Verbindungsstrecke vom Betriebshof zur Haltestelle Sieker Mitte; Linienbezeichnung am Fahrzeug für die Gegenrichtung war jedoch das „E“. Sie wurde eingesetzt, um Frühfahrten nach Senne bzw. Spätfahrten von Senne zum Betriebshof näher an das Stadtzentrum heranzuführen (Bedienung der Haltestelle Nikolaus-Dürkopp-Straße). Im Studenten- und Schülerverkehr und zu Veranstaltungen (Spiele von Arminia Bielefeld in der SchücoArena, Konzertveranstaltungen) verkehrten Einsatzwagen. Es wurden dann durchgehende Fahrten ab Rudolf-Oetker-Halle bzw. Lohmannshof nach Stieghorst, Senne und Sieker angeboten oder andere Kombinationen (z. B. Altenhagen – Stieghorst). Diese Linien trugen die Linienbezeichnung der Ziellinie oder ein „E“. Eine Ausnahme bildete Linie 10, die auch am späten Abend fuhr.
In früherer Vergangenheit wurden weitere Bedarfslinien eingesetzt bzw. Liniennummern verwendet:
Linie 14 Milse – Sennewurde meistens nur in Richtung Senne befahren, um die Solowagen der Linie 2 im Spätverkehr auf die Linie 1 zu überführen.
Linie 15 Babenhausen Süd – Siekerdiente bis 1999/2000 vor allem dazu, die Linie 3 bei Veranstaltungen in der Schüco-Arena zu verstärken. Mit Inbetriebnahme der Linie 4 am 2. April 2000 wurde sie überflüssig, da Linie 4 die Schüco-Arena an der Rudolf-Oetker-Halle direkt bedient.
Linie 16 Babenhausen Süd – Sennewar eine reine Volksfestlinie, die vor allem zum Brackweder Stadtteilfest „Glückstalertage“ und zum Weihnachtsmarkt eingesetzt wurde. Wegen zu geringer Auslastung wurde diese Linie im Jahr 1998 zum letzten Mal bedient.
Linie 17 Schildesche – Stieghorsthatte immer nur eine untergeordnete Bedeutung. Sie wurde nur mit einer morgendlichen Fahrt im Schülerverkehr eingesetzt und im Jahr 1993 eingestellt; seit Oktober 2012 wird diese Relation jedoch wieder mit drei morgendlichen Fahrten in Richtung Schildesche sowie mit einer Fahrt in Richtung Sieker Mitte bedient. Die Beschilderung erfolgt als Linie 1 bzw. E.
Linie 19 Milse – Stieghorstbediente mit je einer Fahrt pro Richtung den Schülerverkehr. Diese Bedienung besteht auch heute noch, jedoch wird sie mit der jeweiligen Hauptliniennummer (2 bzw. 3) ausgeschildert. Eine Beschilderung als Linie 19 ist bei der heute verwendeten PC-Ansteuerung der Anzeigeelemente nicht mehr vorgesehen.
Im Herbst 2002 wurde der Frühverkehr an Wochenenden eingeschränkt. Als Ersatz wurde der Nachtbusbetrieb an Sonnabenden bis ca. 6:30 Uhr, an Sonn- und Feiertagen bis ca. 8:30 Uhr verlängert. Dies hat die Konsequenz, dass der Tagesverkehr erst danach beginnt. Es ersetzt beispielsweise die Linie N 1 die Stadtbahnlinie 4 mit abweichendem Linienweg. Dadurch ist an Wochenenden ein Verkehrsangebot rund um die Uhr entstanden. Im Frühverkehr wird nur ein Teil des Nachtnetzes bedient, die Linien sind im Vorortbereich stark verkürzt. Der wichtige Umsteigepunkt Hauptbahnhof ist nur ungünstig eingebunden. Die Nachtbuslinie N 3 fährt den Europaplatz auf der Bahnhofsrückseite (neues Bahnhofsviertel) an, zwei Linien haben Haltestellen in Bahnhofsnähe. Aus den meisten Stadtteilen ist der Hauptbahnhof jedoch ab Jahnplatz nur zu Fuß zu erreichen, da das notwendige Umsteigen am Bustreffpunkt bis zu 8 Minuten dauert und die Fahrzeit mit den Bussen ebenfalls erheblich höher ist als mit der Stadtbahn.
An der Stadtbahnhaltestelle Jahnplatz können an beiden Bahnsteigen drei Kurse mit Einzelwagen hintereinander halten. Dies wurde jahrelang für einen direkten Anschlussbetrieb in den Abendstunden (und sonntagmorgens) genutzt. Fahrgastzunahmen im Abendverkehr und eine bessere Fahrzeugnutzung (der 30-Minuten-Anschlussbetrieb führte zu Standzeiten von fast 30 Minuten z. B. in Milse) ermöglichten im Herbst 2003 eine Verdichtung zum 15-Minuten-Takt, dadurch wurden auch Langzüge z. B. nach Senne und Lohmannshof möglich.

### Historische Fahrzeuge

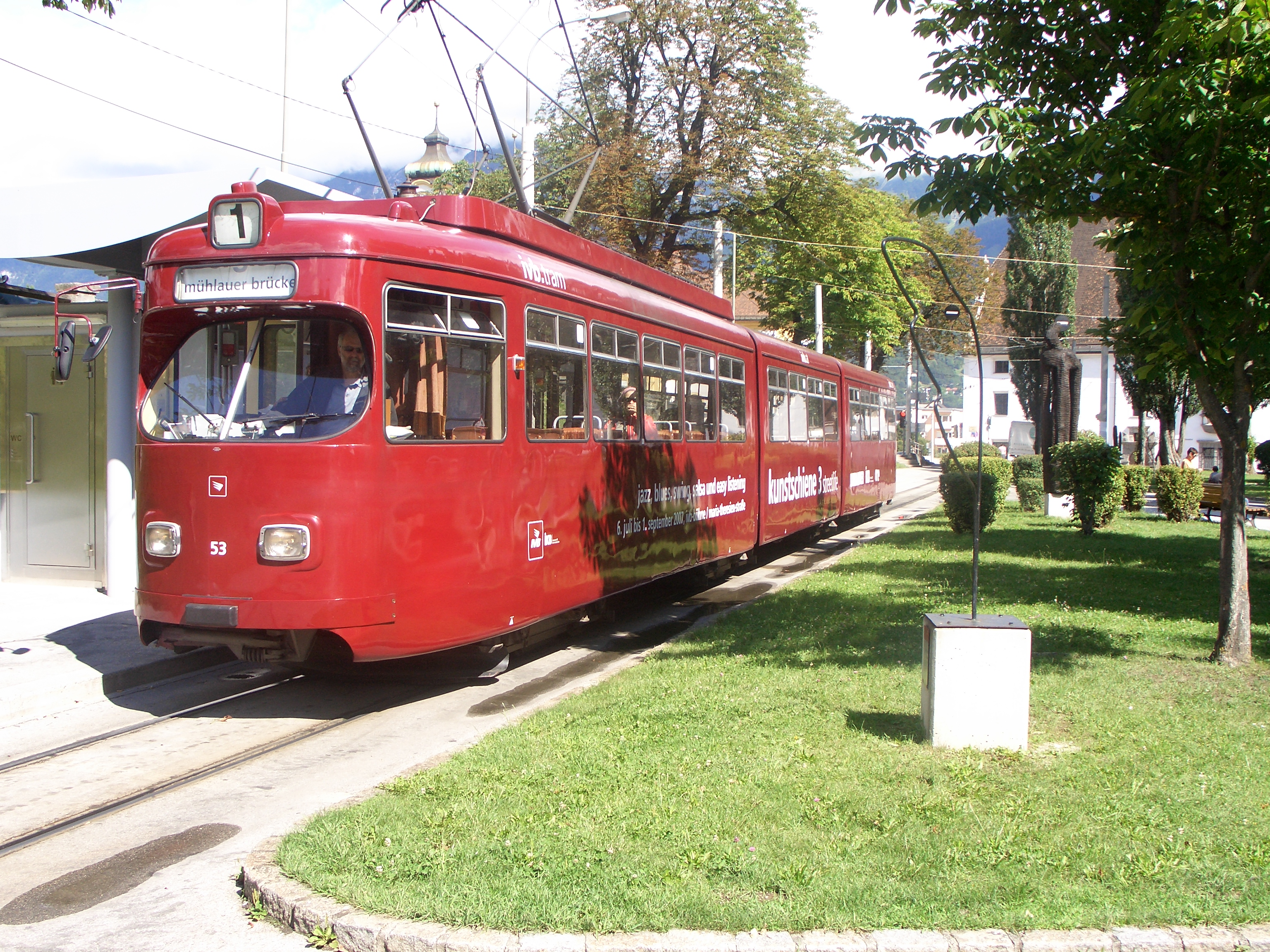
Der aus Innsbruck zurückgeholte GT 8

Neben einem nicht fahrbereiten zweiachsigen Straßenbahn-Wagen von 1926 besitzt moBiel seit Juli 2008 wieder ein historisches Fahrzeug aus den 1960er Jahren. Der achtachsige Zug (Typ GT 8, Baujahr 1962, Duewag) wurde nach jahrelangem Einsatz bei der Straßenbahn Innsbruck zurückgeholt. Nach einer Umrüstung (Anpassung von 600 Volt an die heutigen 750 Volt) und kleinen Ausbesserungen werden damit seit Mai 2011 historische Fahrten zwischen Sieker und Senne angeboten. Mit dem Fahrzeug können die Hochbahnsteige und die Tunnelstrecken nicht bedient werden.

## Infrastruktur

### Streckennetz

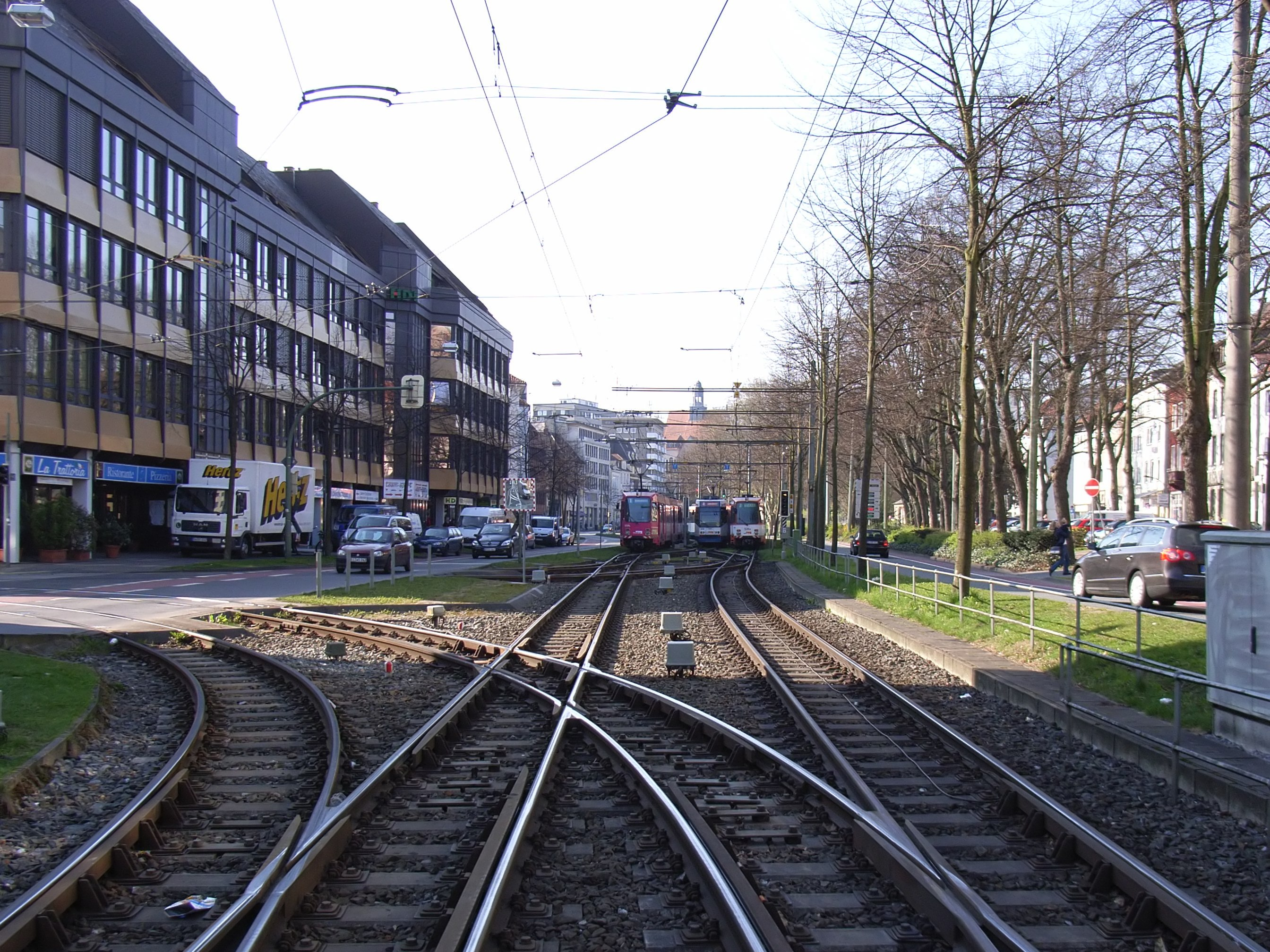
Gleisdreieck am Niederwall
Im Hintergrund ein Wendegleis

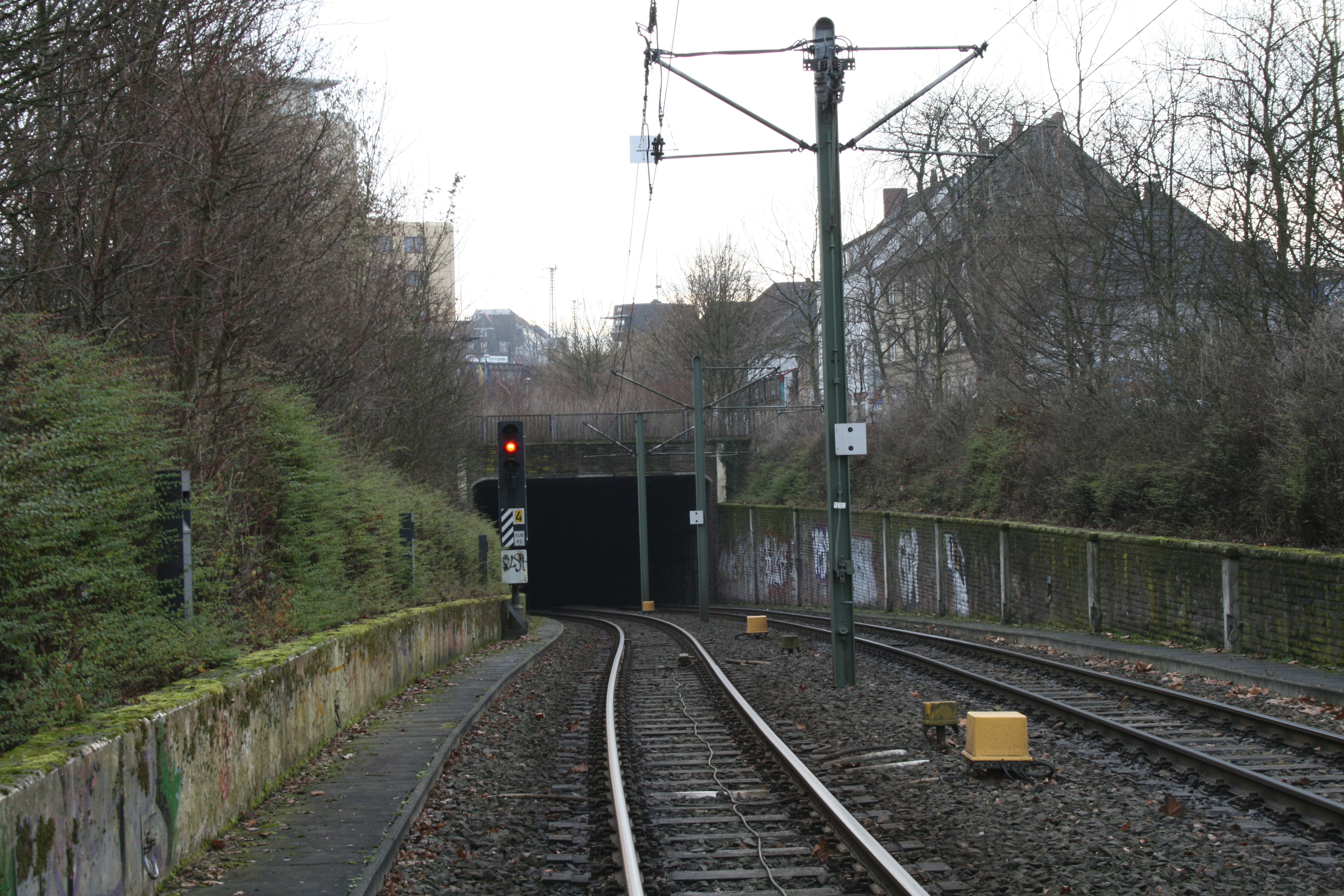
Tunneleinfahrt nahe der Stadtbahnhaltestelle Sudbrackstraße (Linie 1)

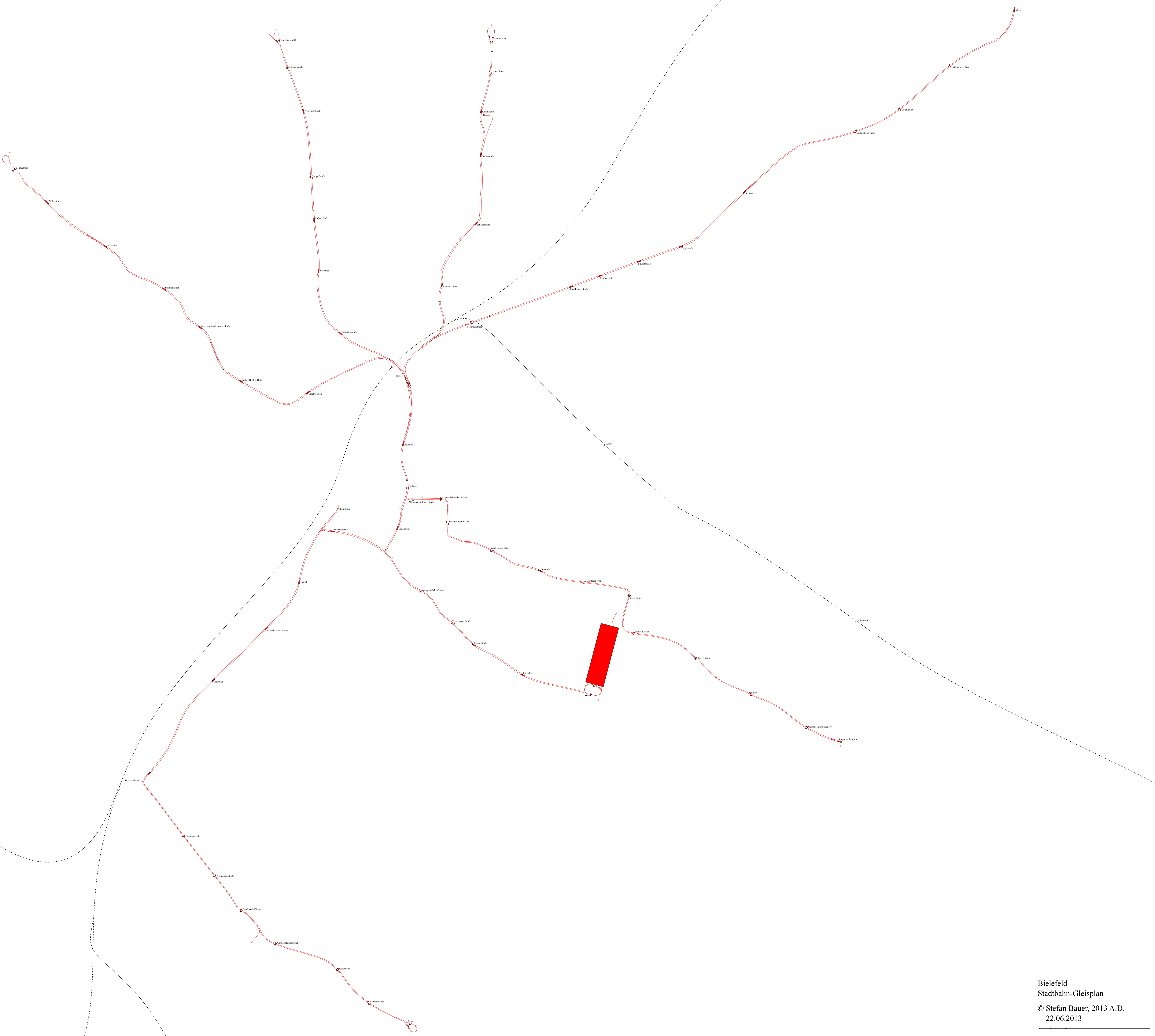
Gleisplan 2013

Die Bielefelder Stadtbahn hat ein meterspuriges Schienennetz mit einer Gleislänge von 74,1 km. Der kombinierte Betriebshof für Stadtbahn und Busse befindet sich an der Endhaltestelle der Linie 2 in Sieker. Er ist ebenso von der Linie 4 ab Haltestelle Sieker Mitte erreichbar.
Herzstück des Netzes ist der Innenstadttunnel. Er beginnt nördlich der Haltestelle Rathaus und führt über die U-Bahn-Station Jahnplatz zur viergleisigen Station Hauptbahnhof. Nördlich des Hauptbahnhofs verzweigen vier Strecken für jeweils eine Linie. Während die Strecke Richtung Schildesche (Linie 1) über eine Rampe an die Oberfläche geführt wird, folgen bei den anderen Strecken noch jeweils ein bis zwei U-Bahn-Stationen.
Die Endhaltestellen Schildesche, Senne, Sieker, Babenhausen Süd und Lohmannshof haben Wendeschleifen. Eine zusätzliche Schleife besteht am Kattenkamp (Linie 1). Weitere Möglichkeiten um Kopf zu machen und zurück Richtung Innenstadt zu fahren, befinden sich:
Linie 1: Kehrgleis Jenaer Straße; (H) Brackwede Bahnhof; (H) Sudbrackstraße
Linie 2: (H) Beckhausstraße; (H) Schüco; (H) Milse
Linie 3: (H) Auf der Hufe
Linie 4: zwischen (H) Hauptbahnhof und (H) Siegfriedplatz; 2 Wendegleise (H) Universität, Platte „Sieker Mitte“ (beidseitig befahrbar)
Die Wendeanlagen „Niederwall“(zwischen (H) Landgericht und (H) Rathaus Linien 1 und 2), und „Graf-von-Stauffenberg-Straße“ (Linie 4) weisen insofern eine Besonderheit auf, dass diese jeweils von beiden Fahrtrichtungen aus angefahren und wieder verlassen werden können. Zusätzlich können der Niederwall und Graf-von-Stauffenberg-Straße von allen StadtBahn-Typen genutzt werden, die Obernstraße ist derzeit ohne Linienverkehr und wird ausschließlich bei Störungen auf der Linie 1 angefahren. Sie ist für den Vamos nicht erreichbar, da der Bahnkörper der Kreuzstraße noch nicht ausgebaut ist.
Zusätzlich lassen sich alle Tunnelhaltestellen und die Haltestelle Rathaus (vom Niederwall aus) in Falschfahrt befahren. Es ist allerdings nicht möglich, den durch Zugsicherungstechnik gesicherten Bereich zu verlassen und versehentlich in Falschfahrt auf besondere bzw. straßenbündige Bahnkörper zu gelangen.

### Haltestellen
Es existieren sieben U-Bahnhöfe: Jahnplatz und Hauptbahnhof (alle Linien), Beckhausstraße (Linie 2, eröffnet 1971), Wittekindstraße und Nordpark (Linie 3, eröffnet 1991) sowie Siegfriedplatz und Rudolf-Oetker-Halle (Linie 4, eröffnet 2000). Die Haltestelle Baumheide (Linie 2, eröffnet 1978) liegt in einem überbauten Einschnitt und ist daher einer Tunnel-Haltestelle ähnlich.
Von den 55 Haltestellen an der Oberfläche (ohne Nikolaus-Dürkopp- und Obernstraße) sind 47 mit überwiegend einheitlich gestalteten Hochbahnsteigen ausgestattet, 8 haben noch niedrige Bahnsteige. Die Haltestelle Heidegärten hat hohe Bahnsteige, aber keine barrierefreien Zugänge. 54 Haltestellen verfügen über einen barrierefreien Zugang, der bei den U-Bahnhöfen durch einen Aufzug realisiert ist. Die nicht barrierefreien Haltestellen sind im moBiel-Netzplan farblich gekennzeichnet.
In den U-Bahnhöfen besteht Rauchverbot. Am 1. Juni 2007 wurden zudem die Stationen an der Oberfläche zu rauchfreien Zonen auf freiwilliger Basis erklärt.
Für die Haltestelle Rudolf-Oetker-Halle beauftragte moBiel den Künstler Tim Methfessel zur Bemalung roher Betonwände. Die von Methfessel nicht als Graffiti, sondern als Wandgestaltung bezeichneten Werke wurden Anfang 2009 fertiggestellt. Die Darstellungen nehmen Bezug auf die nahegelegene SchücoArena von Arminia Bielefeld.

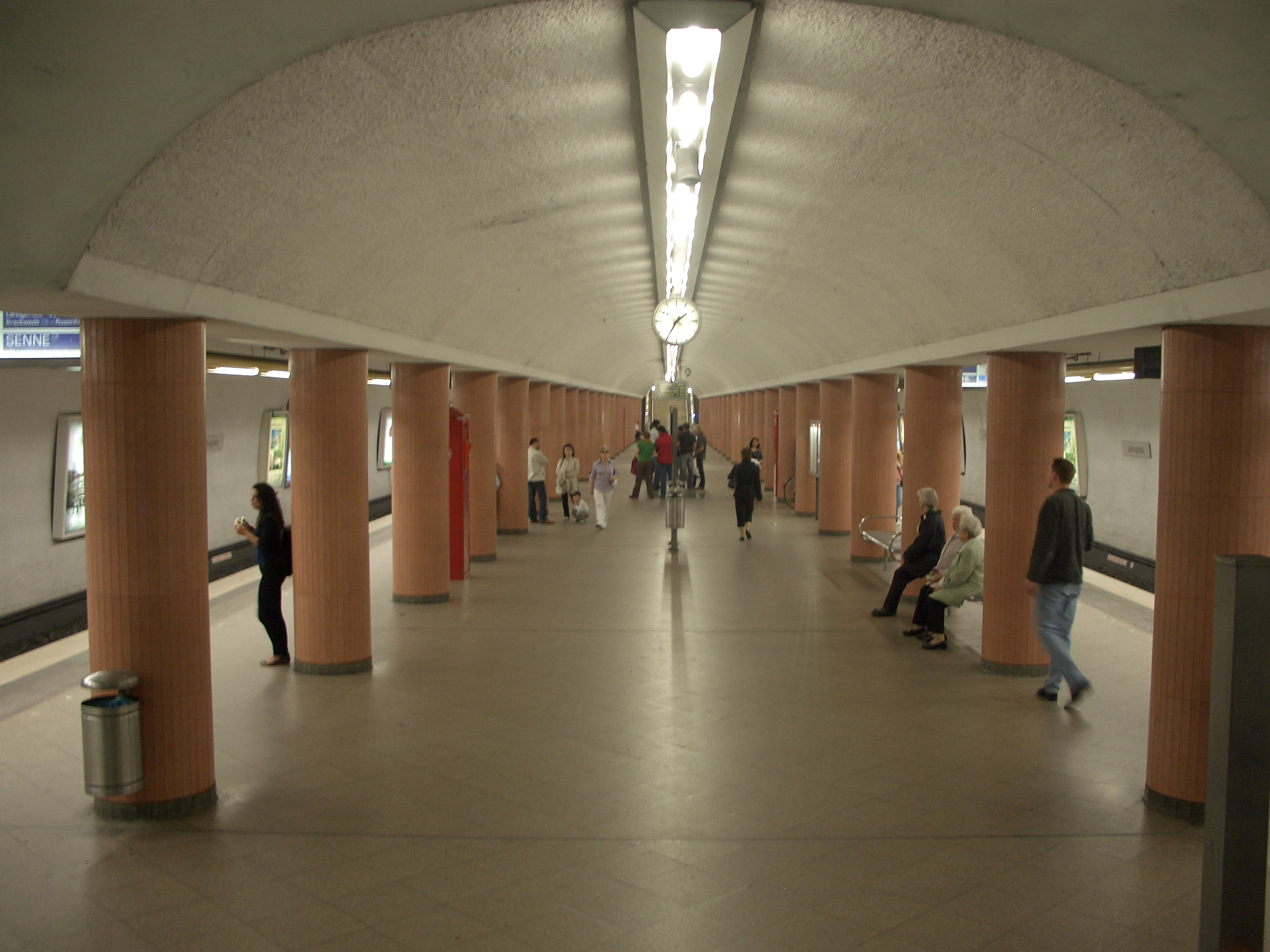
U-Bahnhof Jahnplatz
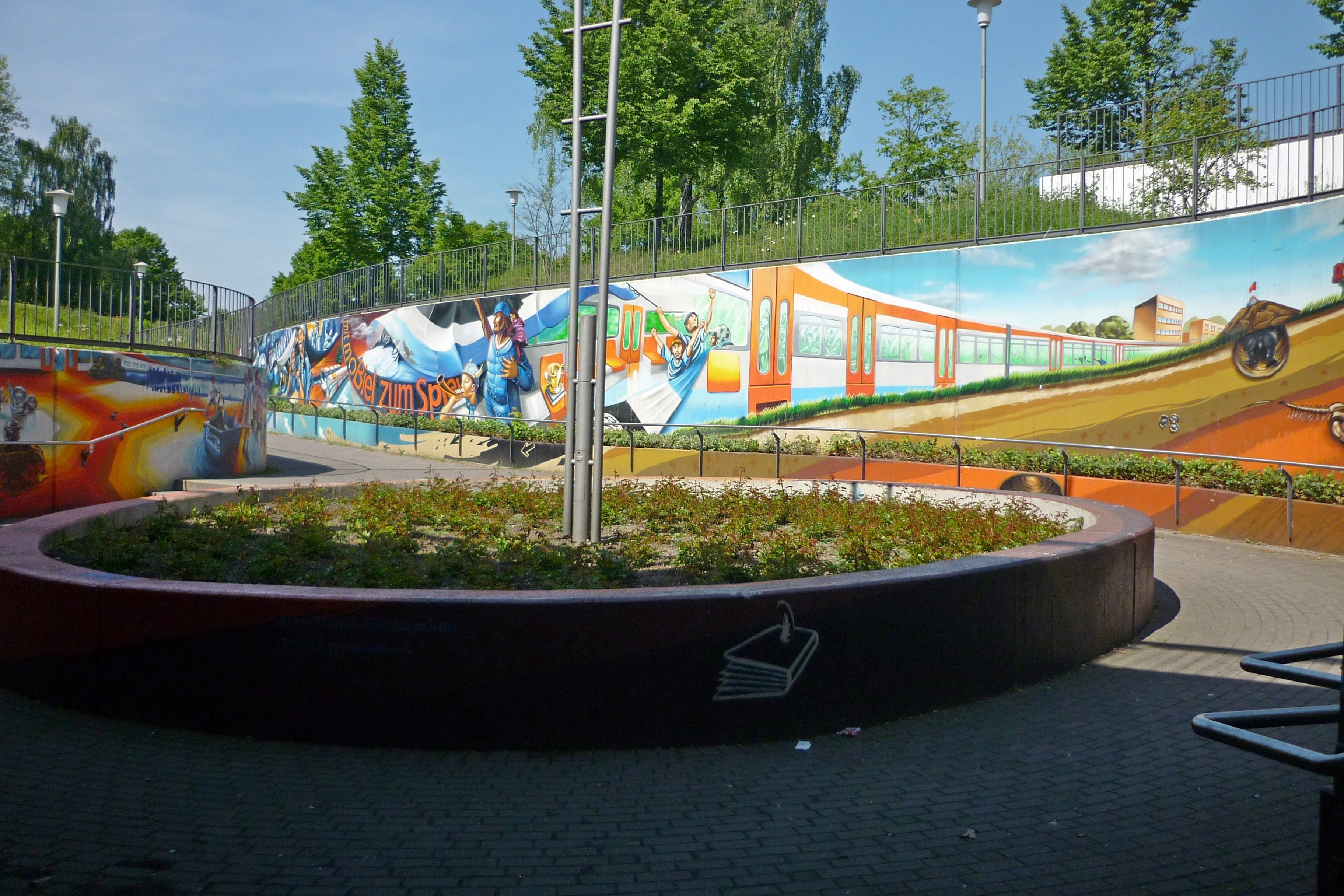
Wandbemalung am U-Bahnhof Rudolf-Oetker-Halle
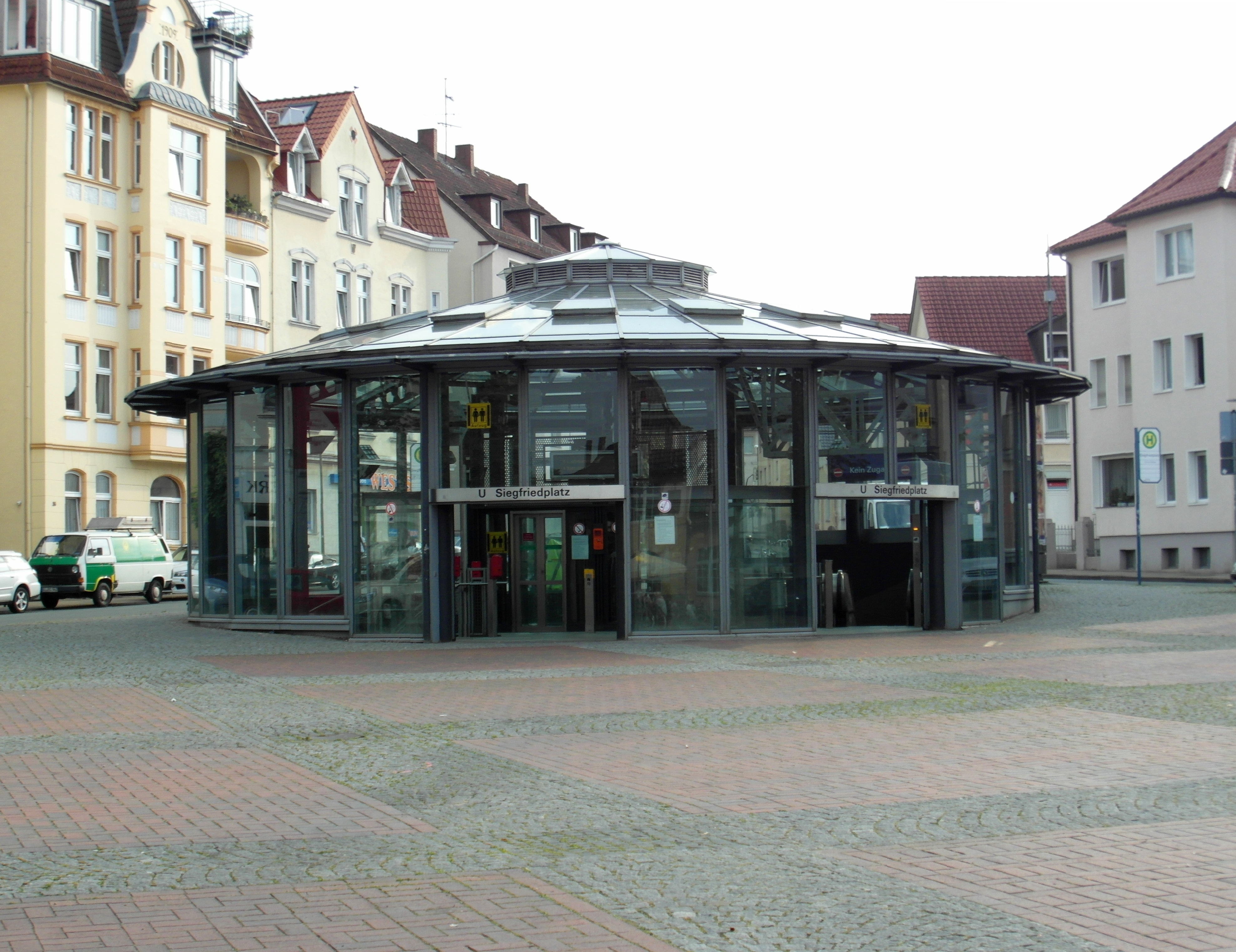
Haupteingang zum U-Bahnhof Siegfriedplatz

### Verknüpfung mit anderen Verkehrsmitteln

Netzplan Bus, Stadtbahn, Regionalbahn (nicht aktuell)

Die Haltestelle Hauptbahnhof befindet sich zwischen Bahnhofsplatz und Stadthalle. Es besteht kein direkter Zugang vom Bahnhof zur Stadtbahn (ca. 2 Minuten Fußweg). Der U-Bahnhof ist über Fahrsteige und Aufzüge erreichbar. Die Möglichkeit einer Tunnelverbindung wurde mehrfach diskutiert, gilt aber als nicht durchführbar.
Eine weitere Umsteigemöglichkeit zur Regionalbahn besteht in Brackwede. Der Bahnhof Brackwede liegt unterhalb der Stadtbahnhaltestelle. Er ist über eine Treppe und ca. 4 Minuten Fußweg erreichbar.
Die zentrale Umsteigehaltestelle zu den Stadt- und Regionalbussen ist der Jahnplatz (Busbahnhof). An fast alle Endhaltestellen der Stadtbahnlinien gibt es Busbahnhöfe mit Direktanschlüssen u. a. nach Jöllenbeck, Ubbedissen und Sennestadt. Weitere wichtige Verknüpfungspunkte bestehen an der Kirche in Brackwede, am Lohmannshof, an der Universität, Deciusstraße, Baumheide und am Betheleck.
Seit Inbetriebnahme der Stadtbahn wurden viele Regionalbuslinien aus der Innenstadt zurückgenommen und beginnen nun an den Endpunkten der Stadtbahn (u. a. die Linien in Richtung Enger, Spenge, Herford) oder in Brackwede (Linien nach Schloß Holte-Stukenbrock, Gütersloh über Friedrichsdorf). Durch die verkürzten Linienwege konnte teilweise der Takt verdichtet werden.
An den Endpunkten der Linien befinden sich Park-and-ride-Plätze. Die größte P+R-Anlage bietet die Universität mit Parkhäusern und Parkplätzen direkt an der Stadtbahnhaltestelle. Weitere Parkplätze an der Linie 4 gibt es zwischen den Haltestellen Wellensiek und Lohmannshof. Ein großer P+R-Platz besteht am Endpunkt der Linie 2 in Milse mit 200 Stellplätzen. Im moBiel-Netzplan sind überdachte Bike-and-ride-Plätze eingezeichnet.

## Liniennetz

Liniennetz

Das Liniennetz besteht aus vier Linien und hat eine Länge von 38,1 km. In der Hauptverkehrszeit wechseln die Wagen teilweise die Linien, es verkehren u. a. Züge zwischen Lohmannshof und Senne. Die Fahrzeuge erreichen eine mittlere Reisegeschwindigkeit von 21,9 km/h. Die mittlere Haltestellenentfernung beträgt 450 Meter. Seit dem Fahrplanwechsel am 1. August 2021 fährt die Linie 4 von Lohmannshof nach Stieghorst und die Linie 3 von Babenhausen Süd nach Dürkopp Tor 6. Dadurch ist es möglich, die 24 bestellten Neufahrzeuge einzusetzen und Altfahrzeuge auszumustern.
Linien seit 1. August 2021
| Linie | Linienweg                                                                                | Fahrzeit | Haltestellen |
| ----- | ---------------------------------------------------------------------------------------- | -------- | ------------ |
| 1     | Schildesche – Hauptbahnhof – Jahnplatz – Bethel – Brackwede Bahnhof – Senne              | 32 Min.  | 22           |
| 2     | Altenhagen – Milse – Baumheide – Beckhausstraße – Hauptbahnhof – Jahnplatz – Sieker      | 28 Min.  | 21           |
| 3     | Babenhausen-Süd – Nordpark – Hauptbahnhof – Jahnplatz – Rathaus – Dürkopp Tor 6          | 14 Min.  | 11           |
| 4     | Lohmannshof – Universität – Hauptbahnhof – Jahnplatz – Sieker Mitte – Stieghorst Zentrum | 28 Min.  | 20           |

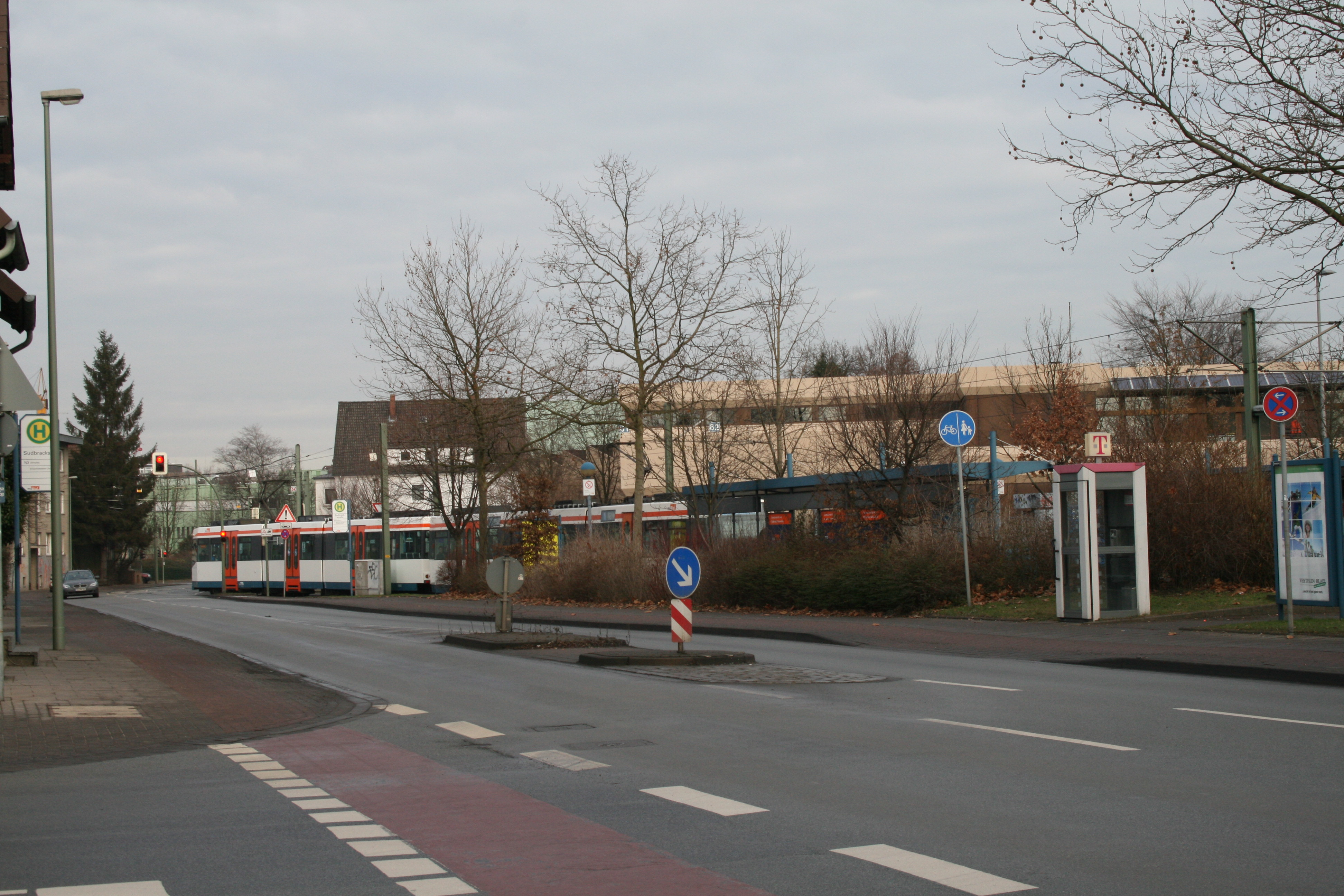
Einfahrende Stadtbahn mit Vorfahrtsschaltung

Es besteht ein durchgehender Taktverkehr bis ca. 1:30 Uhr nachts. Der Betrieb beginnt werktags um etwa 5:00 Uhr früh, samstags um ca. 6:30 Uhr und sonn- und feiertags zwischen 8:30 und 9:00 Uhr. An Werktagen sowie samstags wird tagsüber im 10-Minuten-Takt gefahren, sonst im 15-Minuten-Takt. Aufgrund von Anwohnerbeschwerden verkehrt die Linie 3 von 23-6 Uhr nicht mehr bis Dürkopp Tor 6, sondern endet bereits am Rathaus und fährt zum Wenden in die Wendeanlage Niederwall. Verstärkungszüge sind auf der Linie 4 im Schüler- und Studentenverkehr (5-Minuten-Takt) sowie zu Fußballspielen in der SchücoArena (2- bis 3-Minuten-Takt) nötig, im Schülerverkehr auch auf den Linien 1 und 3.
Heiligabend endet der Stadtbahnverkehr gegen 15:30 Uhr, im Anschluss hieran übernehmen Busse im Umfang des Nachtverkehres das Angebot. An Silvester verkehren alle Linien im 15-Minuten-Takt bis 4:30 Uhr.
An Wochenendnächten und vor Feiertagen bedienen anstelle der Stadtbahn acht Nachtbuslinien (N1 bis N6, N9 und N12) die Strecken des Stadtbahnnetzes. Diese Linien beginnen und enden jeweils kurz nach der vollen Stunde am zentralen Bustreff Jahnplatz. Das gesamte Nachtnetz besteht aus 13 Radiallinien, die teilweise als Ring geführt sind und auch alle Stadtteile im Vorortbereich erreichen. (Im regionalen Bereich verkehren durch einen Linienzweig und Ergänzungslinien ab Sennestadt und Herford weitere Linien.)

## Fahrzeuge

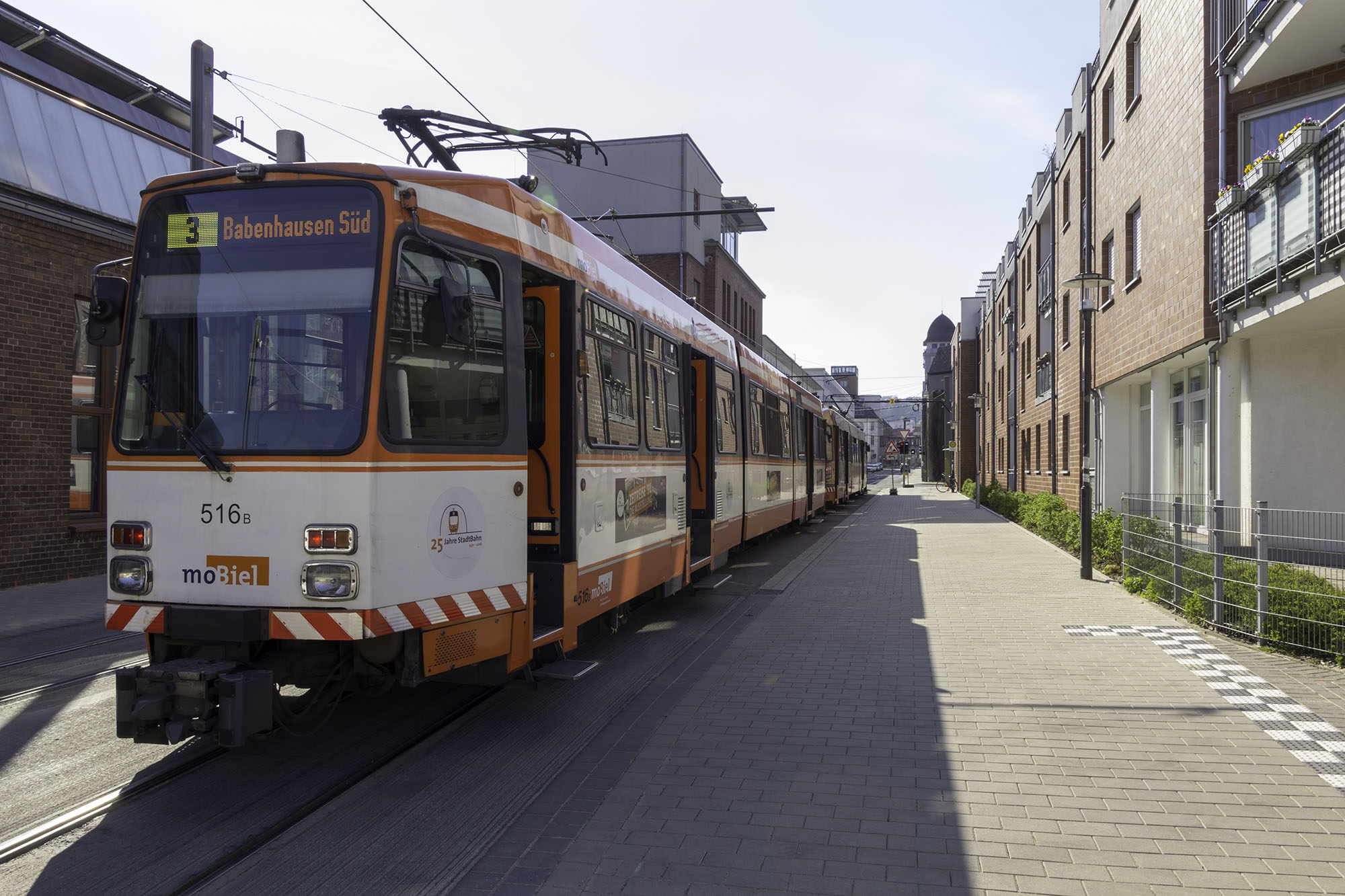
M8C-Wagen 516 und 551 unweit der sich in Bau befindlichen Station „Dürkopp Tor 6“, mittlerweile nicht mehr im Liniendienst

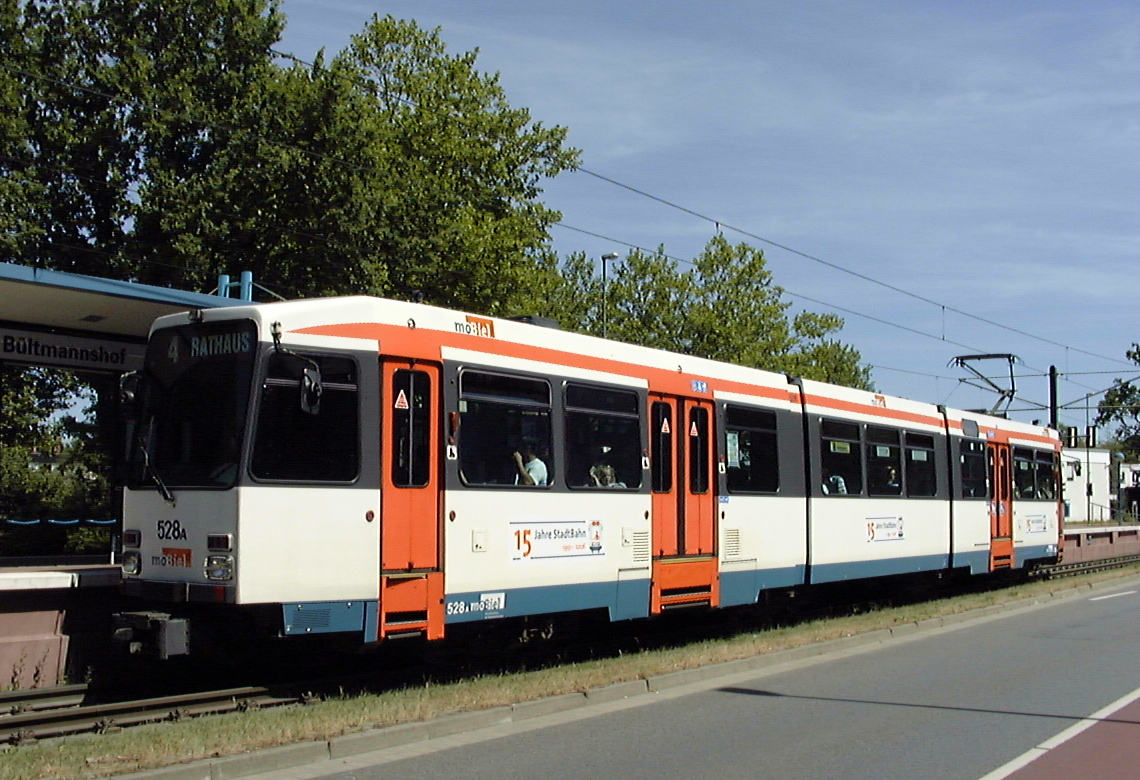
M8C-Wagen in jüngerer M8D-ähnlicher Lackierung, mittlerweile nicht mehr im Liniendienst

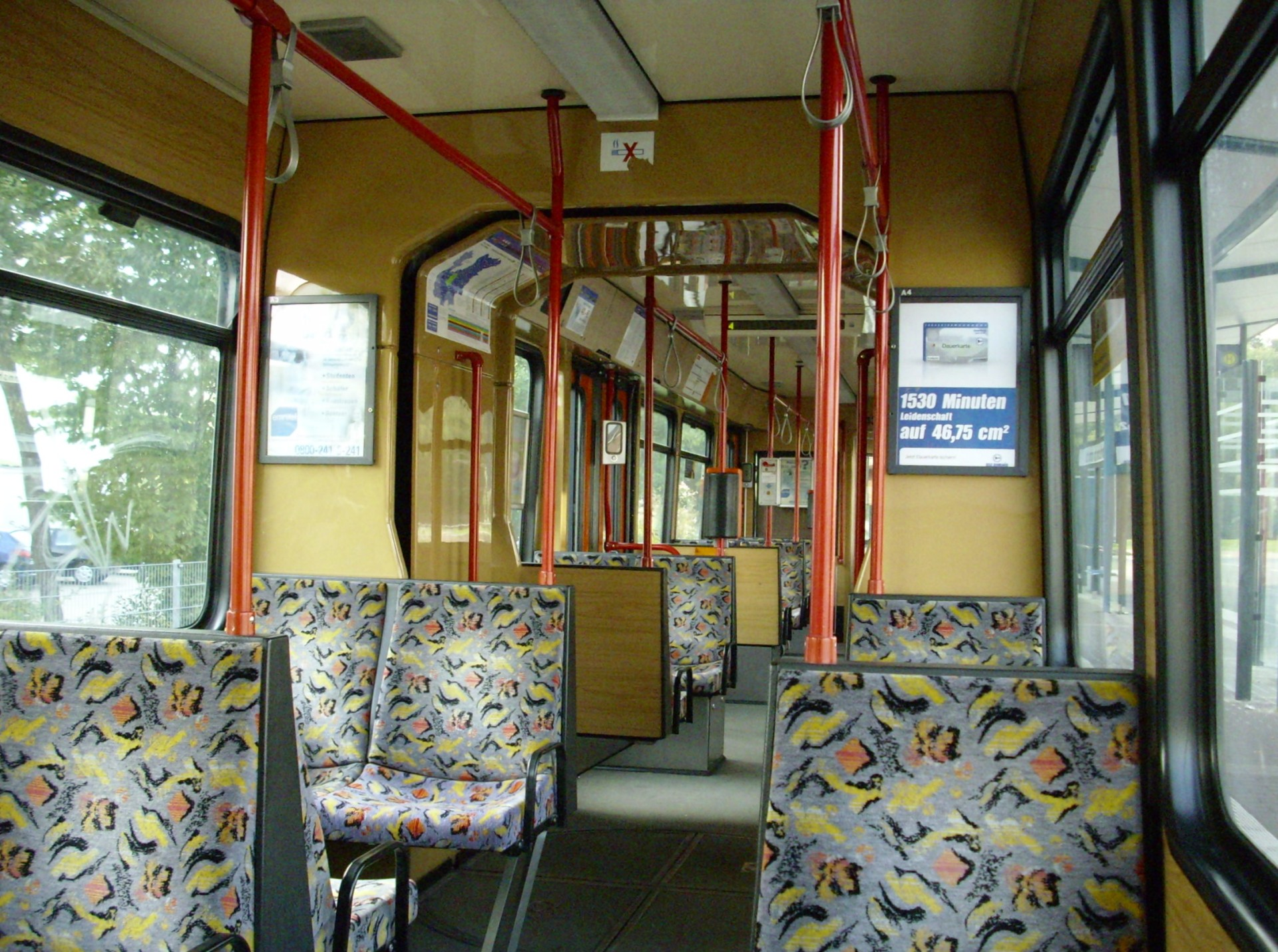
Innenraum eines M8C-Zuges

Der Fahrzeugpark umfasst zurzeit 36 Wagen des Typs M8D und 40 des Typs Vamos.
Seit Herbst 2011 werden auf allen Linien und zu allen Tageszeiten Doppeltraktionen eingesetzt; Ausnahmen von dieser Regel stellen die Einsätze von Solowagen des Typs GTZ8-B auf der Linie 2 und 4 (nur an Wochenenden und Feiertagen) dar.
Außerdem gibt es fünf Beiwagen des Typs MB4, die zwischen zwei M8D-Triebwagen eingereiht werden können. Dies geschah bis Oktober 2012 ausschließlich auf der Linie 4 (Rathaus – Lohmannshof), wird seitdem jedoch auch auf der Linie 1 (Senne – Schildesche) und selten auch auf der Linie 2 (Sieker – Altenhagen) sowie auf zwischen Lohmannshof und Brackwede/Senne pendelnden Einsatzwagen praktiziert, auf der Linie 3 gibt es zur morgendlichen Hauptverkehrszeit vereinzelte Fahrten die auf andere Linien übergehen wie z. B. Sieker – Babenhausen Süd und Babenhausen Süd – Stieghorst. An den Haltestellen, die noch zu kurze Bahnsteigkanten aufweisen (z. B. Bethel), kann die erste Tür des Triebzuges aus diesem Grund gesperrt werden.
| Typ    | Baujahre   | Anzahl bestellt | Anzahl verfügbar | Fahrzeug- nummern | Länge   | Breite |
| ------ | ---------- | --------------- | ---------------- | ----------------- | ------- | ------ |
| M8D    | 1994, 1998 | 36              | 36               | 560–595           | 27,19 m | 2,30 m |
| MB4    | 1999       | 5               | 5                | 511–515           | 14,42 m | 2,30 m |
| GTZ8-B | 2011–2012  | 40              | 40               | 5001–5016         | 34,30 m | 2,65 m |
| GTZ8-B | 2020–2023  | 40              | 40               | 5017–5040         | 34,30 m | 2,65 m |

### Baureihe M8C
In den Jahren 1982/83 und 1986/87 wurden 44 von Duewag/BBC gelieferte Stadtbahnwagen (516–559) vom Typ M8C in Dienst gestellt.
Der M8C ist ein achtachsiges (M8C) Stadtbahnfahrzeug für Meterspur-Betrieb (M8C) mit Gleichstromstellersteuerung (englisch Chopper). Der Wagen ist ein Zweirichtungswagen und ruht auf vier Drehgestellen mit je zwei Achsen. Die Drehgestelle an den Wagenenden sind Triebdrehgestelle mit Elektromotoren von jeweils 150 kW Nennleistung. Sie erreichen eine Höchstgeschwindigkeit von 80 km/h, in Bielefeld sind jedoch nur 70 km/h zugelassen. Die Stadtbahnwagen sind 26,64 m lang, 2,3 m breit und bieten 54 Sitzplätze und 171 Stehplätze (bei 0,125 m²/Person).
In Bielefeld verkehrten die M8C-Wagen zuletzt ausschließlich als Doppeltraktion; der früher übliche Solo-Einsatz im Spätverkehr und am Wochenende wurde im Herbst 2011 aufgegeben.
Die Wagen 517–520 wurden um die Jahrtausendwende aus Kostengründen ausgemustert und auf dem Betriebshof in Sieker abgestellt. Da sie als Ersatzteilspender für die anderen M8C-Wagen dienten und somit einige elektronische Teile fehlten, waren sie nicht mehr fahrbereit. Darüber hinaus besaßen sie keinen Stromabnehmer mehr. Ab Anfang 2010 wurden dann aus allen vier Wagen die brauchbaren Teile ausgebaut und die Wagenkästen der Verschrottung zugeführt. Am 16. April des Jahres wurde der letzte verschrottet.
Nach Inbetriebnahme von Triebwagen des Typs „Vamos“ (GTZ8-B) wurden die älteren M8C-Wagen nach und nach ausgemustert.
Am 31. Mai 2023 um 18:33 Uhr fuhr nach über 41 Betriebsjahren die letzte M8C-Traktion 550 + 551 in das Depot ein und beendete damit das Zeitalter dieser Baureihe in Bielefeld.

### Baureihe M8D

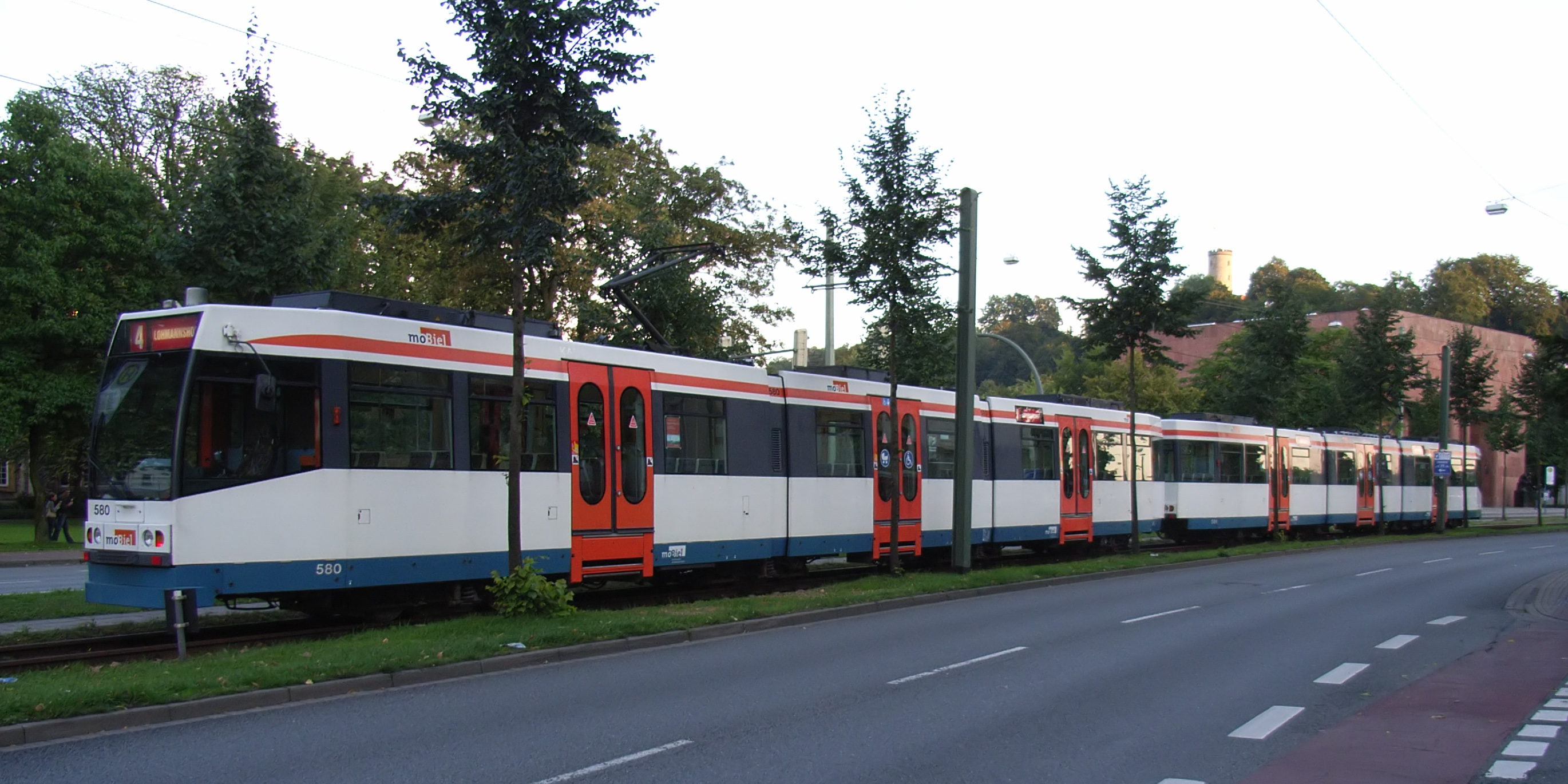
Doppelzug (Traktion) aus zwei Stadtbahnwagen Typ M8D

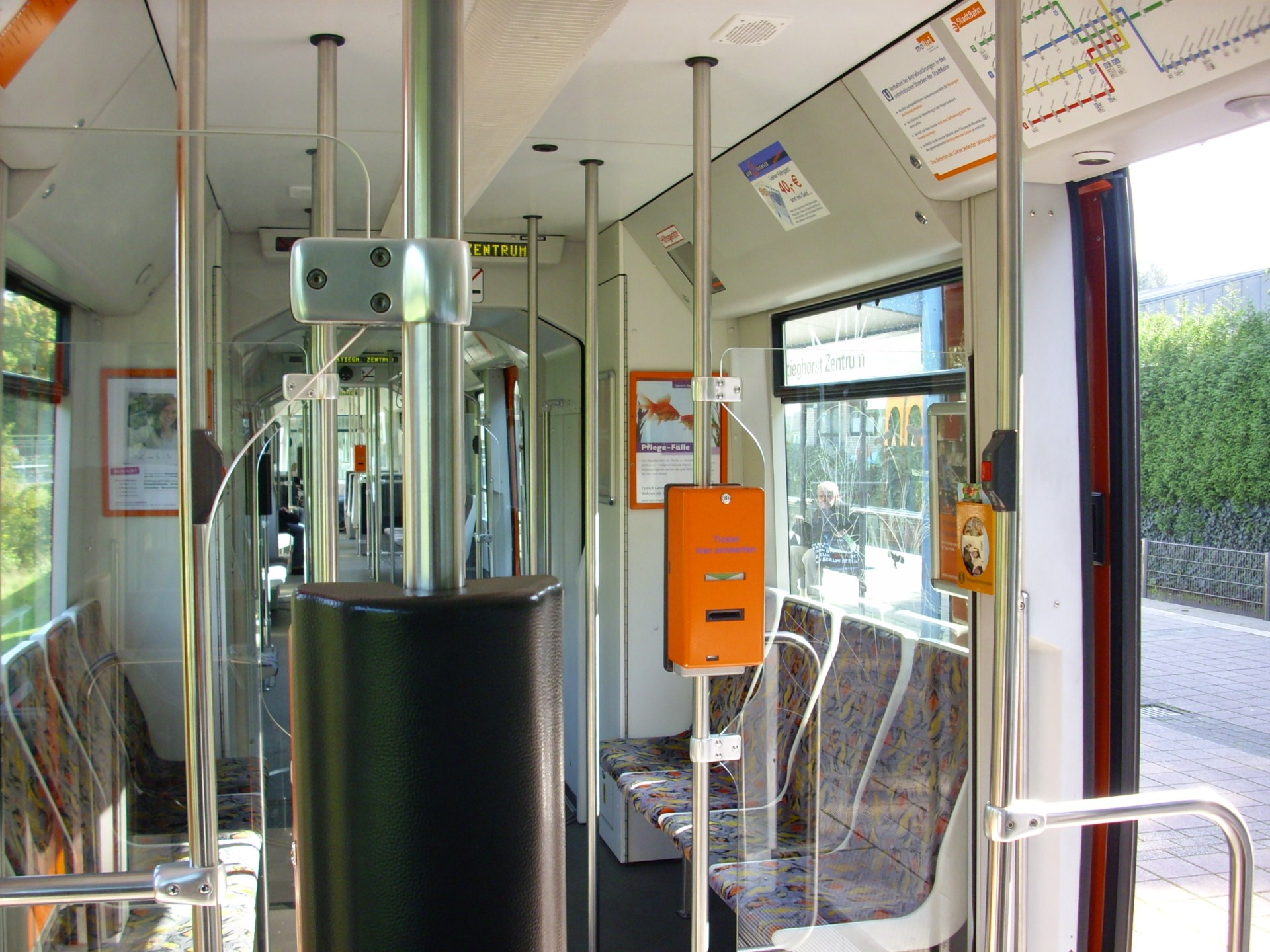
Innenraum eines M8D-Zuges

1994 und 1998 wurden 36 ebenfalls achtachsige Fahrzeuge (Wagen 560–595) des Herstellers Siemens/Adtranz vom Typ M8D in Dienst gestellt.
Der M8D ist ein achtachsiges (M8D) Stadtbahnfahrzeug für Meterspur-Betrieb (M8D) mit Drehstromantrieben (M8D).
Der Wagen ist als Einrichtungsfahrzeug gebaut und ruht als achtachsiges Fahrzeug auf vier Drehgestellen mit je zwei Achsen. In die Drehgestelle an den Wagenenden sind jeweils zwei wassergekühlte Drehstrommotoren mit je 95 kW Nennleistung integriert.
Die M8D-Wagen sind mit Kupplung insgesamt 27,19 m lang und 2,3 m breit und haben ein Leergewicht von 34.000 kg. Sie bieten insgesamt 63 Sitzplätze und 153 Stehplätze. Sie haben eine Höchstgeschwindigkeit von 90 km/h, in Bielefeld sind jedoch nur 70 km/h zulässig.
Im Bielefelder Streckennetz wird der M8D-Wagen planmäßig nur als Zweiwagenzug (Traktion) gekuppelt eingesetzt, um einen Zweirichtungsbetrieb durchführen zu können. Der Betrieb eines M8D-Wagens als Solowagen (einzelner M8D) ist unzulässig, da er nur über eine geschlossene Fahrerkabine und einen nicht ZUB-fähigen Hilfsfahrstand verfügt. Der Hilfsfahrstand (auch Notfahrstand) wird deshalb nur zu Rangierzwecken auf dem Betriebshof oder in Notfällen unter Anweisungen der Verkehrsleitzentrale benutzt.

### Beiwagen Baureihe MB4

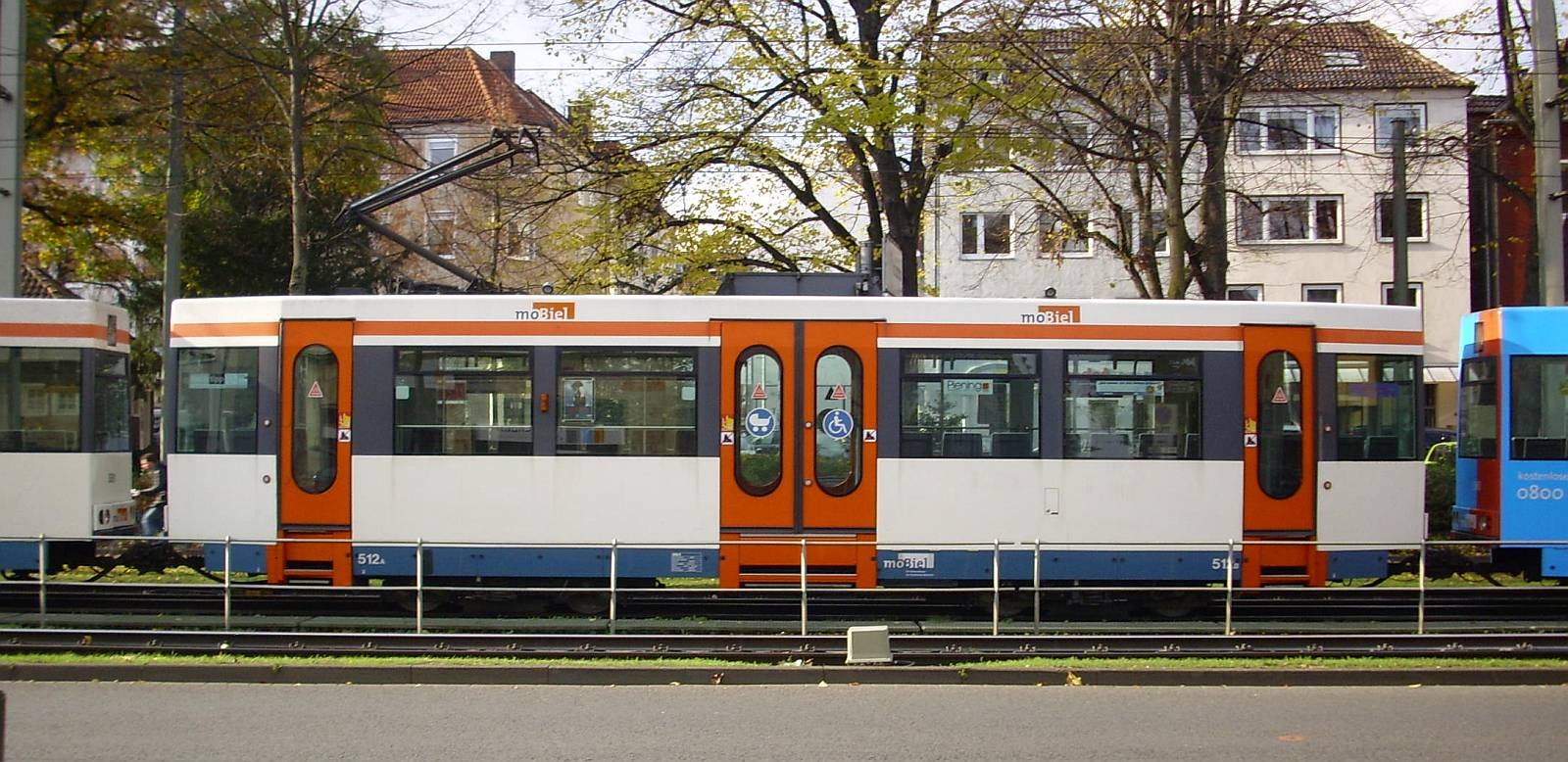
Beiwagen Typ MB4

1999 wurden fünf nicht motorisierte vierachsige Beiwagen von Siemens/Adtranz beschafft. Die 14,42 m langen und 2,3 m breiten Fahrzeuge verfügen über 26 Sitzplätze und 55 Stehplätze. Sie werden als Mittelwagen zwischen zwei M8D-Fahrzeuge eingestellt. Die Wagen besitzen einen eigenen Stromabnehmer zur bordeigenen Stromversorgung und Heizung.
Mit einem Langzug (M8D + MB4 + M8D) können maximal 390 Personen befördert werden, wobei die Kapazität der M8D-Wagen doppelt so groß ist wie die eines Mittelwagens. Angeschafft wurden die Beiwagen ausschließlich für die Uni-Linie 4; nur so konnte das besonders zu Spitzenzeiten sehr hohe Fahrgastaufkommen dieser Linie bewältigt werden. Heute stehen neue geräumige Vamos-Fahrzeuge für die Linie 4 zur Verfügung, die Mittelwagen dienen jetzt auch zur Verstärkung der Linie 1.

### Vamos

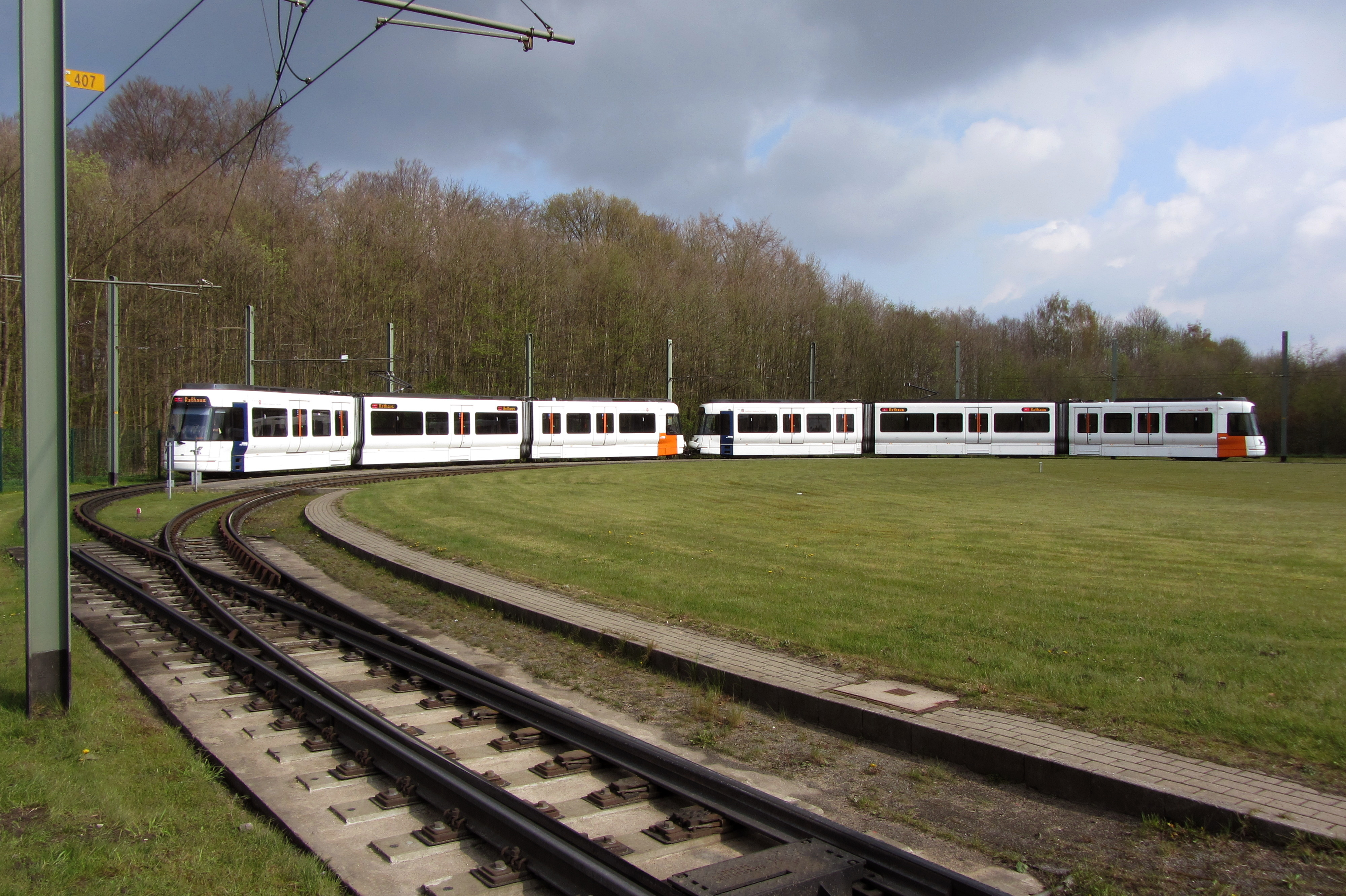
Stadtbahn „Vamos“ an der Wendeschleife Lohmannshof

#### Erste Bestellung 2009
MoBiel hat 2009 einen Auftrag zur Herstellung von 16 neuen Stadtbahnwagen des Modells Vamos an ein Konsortium aus den Firmen Vossloh Kiepe und HeiterBlick vergeben. Das erste Fahrzeug wurde Ende Juni 2011 ausgeliefert, der planmäßige Einsatz war für Oktober 2011 auf den Strecken Lohmannshof – Rathaus und Sieker – Milse (Linien 4 und 2) vorgesehen, verzögerte sich jedoch wegen längerer Testphase bis 20. Dezember 2011. Die acht Garnituren (je zwei gekuppelte Zweirichtungs-Fahrzeuge) sind seit Ende 2012 im Betrieb.
Eine Doppeltraktion ist mit ca. 70 m ungefähr so lang wie zwei M8D-Fahrzeuge plus Beiwagen MB4, bietet aber mehr Platz für Fahrgäste und Gepäck. Dazu trägt u. a. eine Breite von 2,65 m bei, die durch eine Verjüngung in Höhe der Hochbahnsteige auf 2,3 m möglich wird. Die Vamos wurden speziell für die hohe Fahrgastnutzung des Uni-Spitzenverkehrs entwickelt. Aus diesem Grunde beträgt das Verhältnis Sitz-/Stehplätze nur ca. 1:3. Vorgesehen war von Anfang an auch der Betrieb auf der erheblich weniger genutzten Linie 2 als Einfachtraktion. Hier verringerte sich gegenüber den bisherigen Doppeltraktionen das Sitzplatzangebot durch die Vamos um rund 50 Prozent. Die Fahrzeuge haben je Seite fünf Fahrgasttüren (davon drei mit Klapptrittstufen) und bis zu 240 Plätze (52 feste Sitzplätze und 16 Klappsitze). Die neuen Stadtbahnwagen ersetzten einen Teil der alten M8C-Wagen; 16 Garnituren dieser Bauart wurden bereits verkauft. Im Unterschied zu den bisherigen Stadtbahnbaureihen besitzen die GTZ8-B eine Klimaanlage, was den Fahrgastkomfort gerade im Sommer erheblich erhöht. Führerstand und Fahrgastraum besitzen dabei eine getrennte Klimatisierung.
Vorgesehen ist der Einsatz dieser Fahrzeuge auf allen vier Linien. Als Vorleistung für die breiteren und gegenüber den bisherigen Doppeltraktionen längeren Züge wurde bei Gleis-Sanierungsarbeiten der Gleismittenabstand wo nötig bereits vergrößert und die Bahnsteige der Linie 2 sowie auch teilweise der Linie 1 verlängert. Die Vorbereitungen für den Vamos-Einsatz auf der Linie 3 werden mit dem Umbau der Jöllenbecker Straße abgeschlossen sein. Auch der östliche Abschnitt der Linie 4 (Rathaus – Stieghorst) ist seit dem 1. August 2021 vollständig für den Vamos befahrbar, sodass dieser planmäßig mit diesen Stadtbahnwagen befahren werden kann. Auf der Linie werden gänzlich Vamos-Doppeltraktionen, vereinzelt auch M8D eingesetzt. Einzel-Vamos fahren heute nur noch gelegentlich, vor allem auf der Linie 2 in den Schul- bzw. Semesterferien.

#### 2. Bestellung 2017
Im Dezember 2017 wurden weitere 24 neue Vamos-Stadtbahnen beim Herstellerkonsortium Heiterblick/Kiepe-Electric bestellt. Das erste Fahrzeug mit der Nummer 5017 traf am 4. Dezember 2020 auf dem Betriebshof in Sieker ein, das zweite Fahrzeug mit der Nummer 5018 am 4. Februar 2021. Damit sollen einerseits die Fahrzeuge vom Typ M8C ersetzt werden, andererseits trägt man auch den stetig steigenden Fahrgastzahlen Rechnung. Die Fahrzeuge werden zunächst auf den Linien 2 und 4 eingesetzt. Für einen Einsatz auf der Linie 3 müssen dort erst die notwendigen Umbaumaßnahmen abgeschlossen sein. Von diesen 24 werden lediglich noch sechs Trittstufen besitzen. Ein Einsatz der Fahrzeuge ohne Trittstufen ist derzeit nur auf der Linie 4 möglich. Auf der Linie 2 müssen noch die Haltestellen „August-Bebel-Straße“ sowie „Teutoburger Straße“ einen Hochbahnsteig erhalten, die Planungen hierfür laufen bereits.
Die Auslieferung der Fahrzeuge begann Ende 2020 mit geplantem Abschluss bis Sommer 2023 [veraltet]. Bis September 2022 sind davon 15 Fahrzeuge in Betrieb genommen worden.

### Sonstige Fahrzeuge

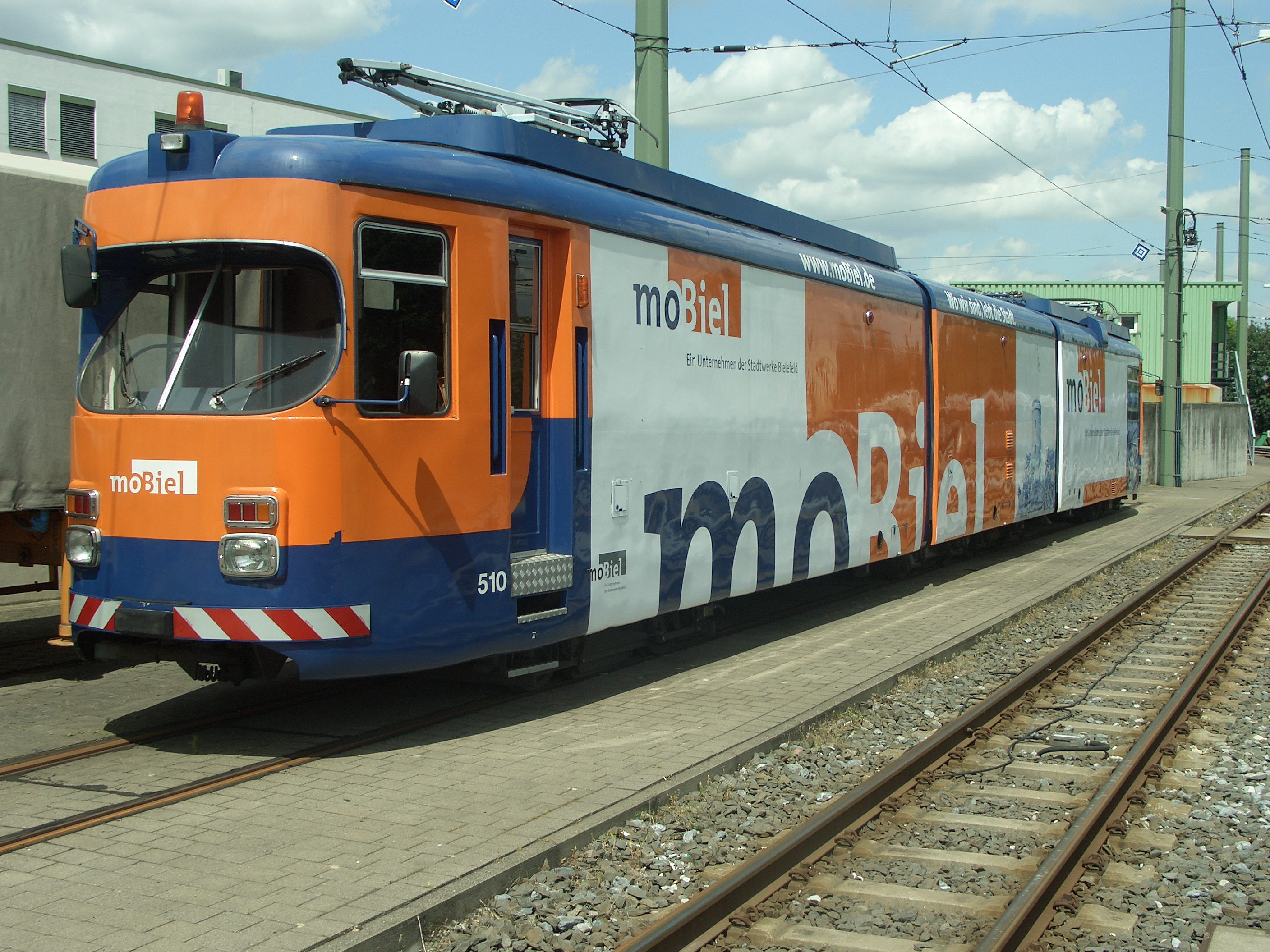
Der Schienenschleifwagen auf dem moBiel-Betriebshof in Sieker

Im Zuge der Ablösung der Düwag-Gelenkwagen durch die Baureihe M8C wurden zwei Fahrzeuge umgebaut und einer neuen Aufgabe zugeführt.
Der erste ist ein Schleifwagen, der mittels einer Schleifeinrichtung unterhalb des (im Unterschied zum Ursprungsfahrzeug) vierachsigen Mittelteiles Unebenheiten auf den Schienen beseitigt. Durch die Beseitigung dieser Riffel wird der Verschleiß an den Gleisanlagen und Fahrzeugen verringert und dadurch störende Fahrgeräusche vermieden.
Der Wagen wurde 1990 aus zwei GT8-Fahrzeugen (Baujahr 1960 und 1963) zusammengestellt, um einen Zweirichtungsbetrieb zu ermöglichen. Dazu wurden zwei Vorderwagen und ein Mittelteil zu einem neuen Fahrzeug zusammengestellt. Das Fahrzeug ist 26 m lang und 2,2 m breit und erreicht eine Höchstgeschwindigkeit von 60 km/h.
Der zweite in Eigenregie umgebaute GT8-Wagen ist der Sparrenexpress genannte Partywagen, der gemietet werden kann und mit den Gästen das gesamte Streckennetz befährt. Für diesen Zweck wurde im Wagen teilweise die Bestuhlung entfernt und stattdessen eine Theke, Tanzfläche und Toiletten eingebaut.
Die Wagen aus dem Jahr 1963 wurden 1999 für diesen Zweck angepasst. Es wurden ebenso wie beim Schleifwagen zwei Vorderwagen verwendet. Das 25,75 m lange und 2,2 m breite Fahrzeug erreicht eine Höchstgeschwindigkeit von 50 km/h. Es werden 28 Sitzplätze und 22 Stehplätze angeboten.
Darüber hinaus verfügt moBiel über mehrere Zweiwegefahrzeuge, die für Wartungs- und Montagearbeiten sowie als Schienenreinigungsfahrzeug eingesetzt werden.

## Ausbauplanungen

Logo des Betreibers moBiel

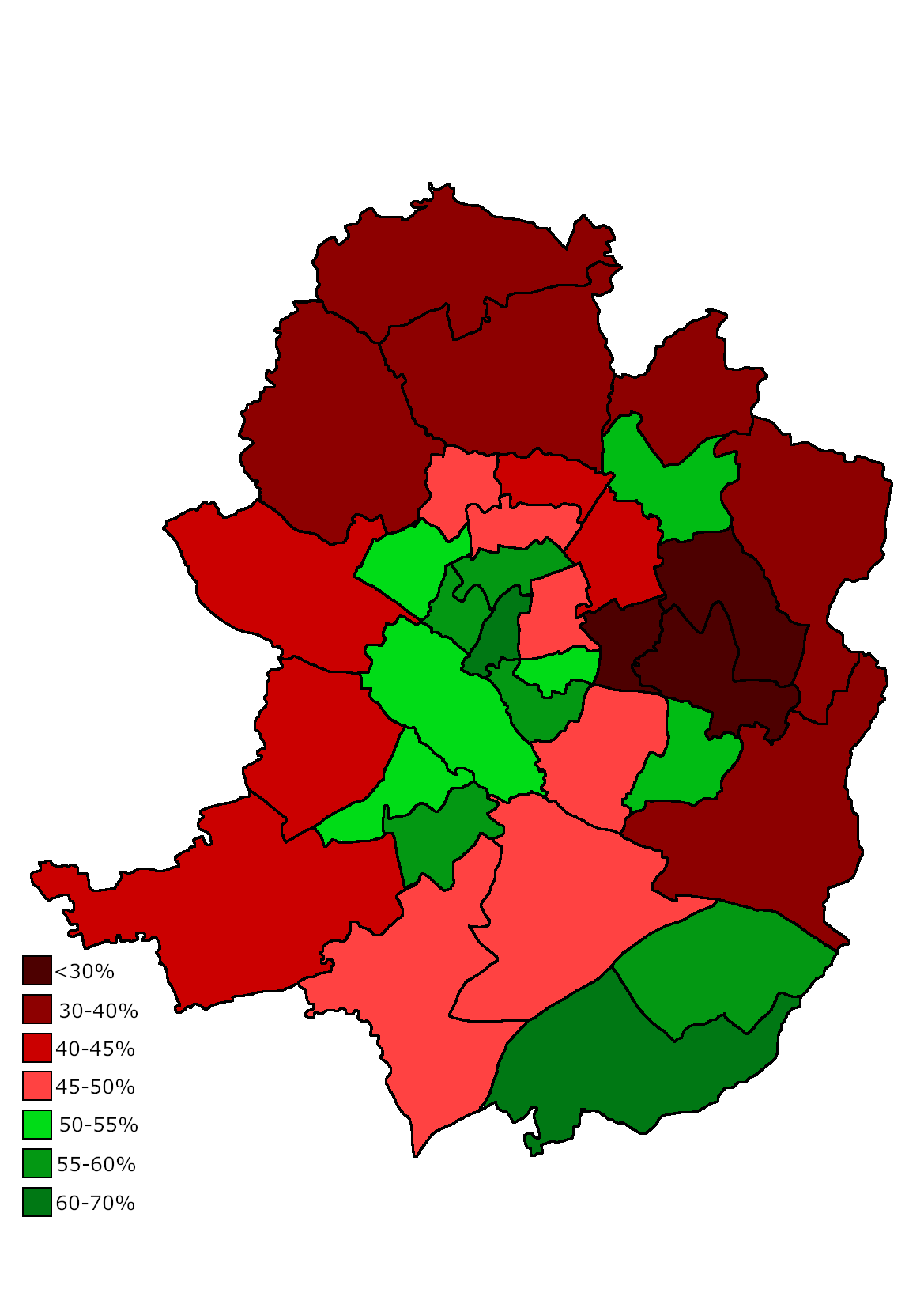
Prozentualer Anzahl der Ja-Stimmen bei der Bielefelder Bürgerabstimmung 2014 zu dem Bau der Linie 5

In einem moBiel 2030 genannten Ausbaukonzept werden mehrere Erweiterungen des Stadtbahnnetzes erörtert. Die Stadt Bielefeld hat von der TransportTechnologie-Consult Karlsruhe GmbH eine Potenzialanalyse erstellen lassen, in der 15 einzelne Ausbauvorhaben untersucht wurden. Die Studie wurde im Dezember 2011 abgeschlossen. Von den untersuchten, teils alternativen Vorhaben wurden drei für besonders wirtschaftlich befunden und zur Umsetzung empfohlen (neue Linie 5 nach Heepen, Verlängerung Linie 3 über Stieghorst nach Hillegossen, Verlängerung Linie 1 nach Sennestadt).
Das für das Ziel 2030 vorgesehene Netz umfasst die folgenden Maßnahmen:
Altenhagen (Milse-Ost)
Die Stadtbahn-Linie 2 wurde um 1,2 km und zwei Haltestellen bis zum neuen Endpunkt Altenhagen an der Mecklenburger Straße (Wohngebiet Moenkamp) verlängert. Mit den Bauarbeiten wurde Ende 2014 begonnen. Die Eröffnung des Teilstücks fand am 6.  Dezember 2015 statt. Die Baukosten liegen bei 15 Millionen Euro. Der im August 2008 durchgeführte Umbau der ehemaligen Endhaltestelle 'Milse' von einer Wendeschleife in eine Stumpfendstelle mit P+R-Anlage und zentraler Bushaltestelle war bereits eine Vorbereitung für den Weiterbau. Der Umsteigeknoten blieb auch nach Fertigstellung der Verlängerung erhalten.
Hochschulcampus
Die Linie 4 soll vom Lohmannshof über die Dürerstraße zur Schloßhofstraße verlängert werden. An der 1310 Meter langen Strecke entstehen zwei neue Haltestellen. Dadurch soll der neue Hochschulcampus erschlossen werden. Es wird mit Baukosten in Höhe von 7,13 Mio € kalkuliert. Zurzeit läuft das Planfeststellungsverfahren. Der Baubeginn sollte laut der moBiel GmbH im Frühjahr 2023 sein. Im Februar 2023 wurde bekannt, dass sich der Beginn der Arbeiten auf Mitte 2024 verschiebt, mittlerweile (Stand: Oktober 2024) werden keine konkreten Termine mehr genannt.
Weitergehende Planungen sehen eine Querverbindung von der Jöllenbecker Straße (Linie 3) bis zum vorgesehenen Endpunkt der Uni-Linie 4 vor. Damit wäre u. a. eine Erschließung des Uni-Campus aus zwei Richtungen gegeben. Die 1 470 m lange Strecke würde drei Haltestellen erhalten, die Baukosten würden 13,87 Mio € betragen. Diese Maßnahme wird in der oben genannten Studie als nicht rentierlich bezeichnet, allerdings werden einige betriebliche Vorteile genannt. Eine zweiseitige Anbindung des Uni-Campus würde einen sicheren Betrieb zur Universität bei Störungen der Linie 4 ermöglichen und Jöllenbeck, Schildesche und einige Umlandbereiche besser an die Uni anbinden. In der Studie wurden die beiden möglichen Ergänzungen der Linie 3 Richtung Jöllenbeck oder zum Uni-Campus lediglich getrennt betrachtet, nicht die Wirtschaftlichkeit beider Verlängerungen zusammen.
Dürkopp Tor 6
Die Linie 3 (vor dem Ast-Wechsel am 1. August 2021 die Linie 4) erhielt eine kurze Verlängerung über die Haltestelle August-Schroeder-Straße bis Dürkopp Tor 6. Die Verlängerung hat betriebliche Gründe: Die breiteren Vamos-Fahrzeuge können die Kehranlage Obernstraße wegen zu geringer Gleisabstände in der Kreuzstraße nicht erreichen. Die eingleisige Kehranlage Niederwall reicht für einen stabilen Betrieb der Uni-Linie und die Einsatzfahrten des Spitzenverkehrs nicht aus. Ziel ist, die Anlage am Niederwall u. a. bei Betriebsstörungen auch für die anderen Linien nutzbar zu machen. Für die etwa 200 m lange Strecke mit Hochbahnsteig an einer eingleisigen Kehranlage wurde mit Baukosten in Höhe von 2,77 Mio € gerechnet. Gegen den Bau dieser Strecke gab es Proteste von Anwohnern, die eine höhere Lärmbelästigung in ihrem Wohnbereich befürchteten. Die Verlängerung wurde im Februar 2012 vom Stadtbezirk abgelehnt, eine Woche später hat der Stadtentwicklungsausschuss dem Bau zugestimmt. Die Arbeiten für die kurze Verlängerung begannen im September 2018 und waren im Juli 2019 abgeschlossen. Die neue Strecke wurde ab 13. April 2019 als Ersatz-Endstation für die Linie 3 verwendet, da der Streckenverlauf der Linie 3 in der August-Bebel-Straße und Oelmühlenstraße durch umfangreiche Kanal- und Straßenbauarbeiten unterbrochen war. Zeitgleich wurden bis Anfang Dezember 2019 in diesem Bereich auch zwei neue Hochbahnsteige errichtet. Hierbei wurde zunächst eine provisorische, ebenerdige Endhaltestelle vor der Kehranlage angefahren, da der Hochbahnsteig am Streckenende noch nicht fertiggestellt war. Am 3. Juli 2019 wurde der Hochbahnsteig dem Fahrgastbetrieb übergeben.
Stieghorst–Hillegossen
Die Linie 4 soll vom jetzigen Endpunkt Stieghorst nach Hillegossen verlängert werden. Die Verlängerungsstrecke ist 2350 Meter lang und erhält vier Haltestellen. Die Baukosten betragen 24,05 Mio €. Die zusätzlichen Erlöse würden die Betriebsmehrkosten übersteigen, so dass die Verwirklichung dieser Maßnahme empfohlen wird.
Diese Trasse kollidiert allerdings mit bestehender Bebauung und es gibt Anwohnerproteste gegen diese Maßnahme. Als Alternative und aufgrund geänderter Rahmenbedingungen wird 2018 die Verlängerung der Linie 2 Sieker-Hillegossen erneut geprüft.
In einer Machbarkeitsstudie wurde die Trasse als wirtschaftlich eingestuft, allerdings wird die Verlängerung der Linie 2 nach Hillegossen als betrieblich sinnvoller angesehen (siehe Sieker–Hillegossen).
Innenstadt–Heepen
Der Stadtteil Heepen soll durch eine 7,2 km lange Trasse mit 17 Haltestellen erschlossen werden. Mit dem als „Tram 5“ bezeichneten Konzept ist eine oberirdische Linienführung ins Gespräch gekommen. Die Strecke könnte an die Verlängerungsstrecke zum Dürkopp-Tor 6 anknüpfen. Alternativ ist eine Niederflur-Straßenbahn im Gespräch, die oberirdisch die Innenstadt erreichen und am Jahnplatz oder Adenauerplatz enden würde. Die Baukosten werden auf 78,3 Mio. € veranschlagt. Die neue Strecke hätte erhebliche Auswirkungen auf das jetzige Busnetz und könnte dort zu großen Einsparungen führen. Der Ausbau und Betrieb der Strecke können kostendeckend betrieben werden. Die Umsetzung der Maßnahme wurde daher empfohlen. Der Rat der Stadt Bielefeld führte zu der durchgehenden Linie von Sennestadt bis Heepen und dem damit verbundenen Neubau einer oberirdischen Straßenbahnlinie eine Bürgerbefragung durch. Bei dieser Befragung entschied sich eine Mehrheit der Wähler gegen den Bau dieser Linie. Mobiel stellte daraufhin die Planungen ein. Grundsätzlich betraf diese Entscheidung jedoch nur die Planungen zur Linie 5, nicht die Ausbauplanungen allgemein.

Senne–Sennestadt
Der Stadtteil Sennestadt soll durch eine Verlängerung der Linie 1 erschlossen werden. Die Trasse hat eine Länge von 6 550 m und erhält neun Haltestellen. Die veranschlagten Baukosten betragen 42,86 Mio. €. 11.800 Einwohner erhalten Anschluss an die Stadtbahn. Wegen der Wirtschaftlichkeit der Maßnahme empfiehlt das Gutachten deren Umsetzung.
Sieker–Sieker Mitte
Die Verbindung zwischen der Endhaltestelle der Linie 2 (bzw. dem Betriebshof) zur Haltestelle Sieker Mitte der Linie 4 wird vor allem aus betrieblichen Gründen in Erwägung gezogen. Die 780 m lange Trasse würde eine neue Haltestelle erhalten, die Baukosten würden 7,61 Mio. € betragen. Im Zusammenhang mit der Einsparung von Leerfahrten zum Betriebshof könnte die Maßnahme wirtschaftlich sein, was genauer untersucht werden müsste. Heute existiert hier eine eingleisige Betriebsstrecke, die bei Betriebsstörungen auch als Umleitungsstrecke für Linie 2 oder 4 genutzt wird.
Sieker–Hillegossen
Die 4 080 m lange Verlängerung der Linie 2 würde neun Haltestellen umfassen. Es handelt sich um eine Alternative zur Verlängerung der Linie 4 ab Stieghorst. Die Baukosten würden 54,83 Mio € betragen. Dem höheren Aufwand würde jedoch eine geringere zusätzliche Erschließung im Vergleich zur Maßnahme 3. gegenüberstehen. Diese Variante wird daher als nicht wirtschaftlich verworfen.

Im Jahr 2018 wird die Stadt die Verlängerung erneut durch die Verkehrsbetriebe prüfen lassen. Durch das 2019 freigewordene Kasernengelände an der Detmolder Straße haben sich die Bedingungen für diese Trasse deutlich geändert. Als zukünftige Nutzung der freiwerdenden Kasernen wird über Wohnungen, Gewerbe, Hochschulen oder öffentliche Einrichtungen debattiert. Die Trasse führt direkt an den Kasernen-Geländen vorbei und würde dieses Areal gut an den öffentlichen Nahverkehr anbinden.
Im Rahmen der am 20. März 2024 vorgestellten Machbarkeitsstudie wurde die Trasse als Vorzugsvariante eingestuft, da neben der eigentlichen Verlängerung, eine höhere Verfügbarkeit des ÖPNV in bisher nur mit Bussen erschlossenem Gebiet erreicht wird, und die Linie 4 bereits stark ausgelastet ist, während auf der Linie 2 noch Kapazitäten vorhanden sind. Es wird mit Baukosten von etwa 90 Millionen Euro und einem Baubeginn im Jahr 2030 gerechnet.
Bereits weitgehend geplant und wegen mangelnder Rentabilität verworfen:
Babenhausen Süd–Theesen(–Jöllenbeck)
Vorgesehen war eine Verlängerung der Linie 3 von Babenhausen-Süd um 2270 Meter bis Theesen und weiter Richtung Jöllenbeck. Hierfür wurde 2002 ein Planfeststellungsverfahren eingeleitet, die weiteren Planungen ruhten dann jedoch aus finanziellen und politischen Gründen. Als Haltestellen waren Westerfeldstraße, Theesen-Mitte und Theesen-Homannsweg mit Stumpfkehre und Verknüpfungspunkt für den Busverkehr Richtung Jöllenbeck/Enger/Spenge vorgesehen. Die Baukosten wurden mit 22,24 Mio. € veranschlagt. Wegen der geringen Einwohnerdichte im Gebiet der Verlängerung rät die Potenzialanalyse (2012) von der Verwirklichung dieser Maßnahme ab, als Folge wurde das Planfeststellungsverfahren durch die Bezirksregierung Detmold Ende Januar 2013 eingestellt.
Eine weiterführende Strecke nach Jöllenbeck würde sechs Haltestellen umfassen und eine Länge von 4 100 m haben. Es werden Kosten von 31,82 Mio. € prognostiziert. Dieser Abschnitt wird zwar im Gutachten für etwas wirtschaftlicher als der erste Bauabschnitt eingeschätzt. Dennoch wird er insgesamt als nicht rentierliche Investition angesehen und eine Umsetzung nicht empfohlen. Für diese Maßnahme soll dennoch die Trasse freigehalten werden, da sich langfristig die Rahmenbedingungen ändern können.
Auf einen wirtschaftlichen Betrieb hin untersucht wurden außerdem folgende Erweiterungen:
Schildesche–Obersee
Diese 1 760 m lange Verlängerung der Linie 1 würde vier Haltestellen erhalten. Die Baukosten würden 18,42 Mio € betragen. Die Verlängerung wird als unwirtschaftlich angesehen und ihre Umsetzung nicht empfohlen.
Brackwede/Kirche–Brackwede-Süd
Die 1 660 m lange Strecke würde in Brackwede/Kirche von der Strecke der Linie 1 abzweigen und zum Bahnhof Brackwede-Süd an der Sennebahn führen, sie würde vier Haltestellen erhalten. Die Baukosten würden 20,74 Mio € betragen. Trotz einer hohen Einwohnerzahl im Einzugsbereich kommt das Gutachten zu dem Ergebnis, dass die Verwirklichung der Maßnahme nicht rentierlich wäre und daher nicht empfohlen wird.
Brackwede/Bahnhof–Kupferhammer/Ummeln
Auch diese 4 740 m lange Strecke würde an die Strecke der Linie 1 anschließen. Sie würde sieben Haltestellen erhalten; es würden Baukosten von 39,35 Mio € anfallen. Da jedoch das Nachfragepotenzial unterdurchschnittlich ist, wäre die Maßnahme nicht rentierlich und wird daher nicht empfohlen.
Lohmannshof–Großdornberg
Die 2 420 m lange Strecke mit vier Haltestellen würde an die derzeitige Endstation der Linie 4 anschließen. Sie wurde lediglich als Alternative zur geplanten Verlängerung zum Hochschulcampus untersucht. Die Baukosten wurden mit 17,4 Mio € veranschlagt, die Umsetzung der Maßnahme wegen mangelnder Wirtschaftlichkeit jedoch nicht empfohlen.
Verlängerung in den Bielefelder Norden
Im Rahmen des dritten Nahverkehrsplans wird seit 2025 eine Verlängerung des Stadtbahnnetzes in den Norden Bielefelds untersucht. Ziel ist die Anbindung der Stadtteile Schildesche, Brake, Theesen und Jöllenbeck, um den ÖPNV-Anteil am Gesamtverkehr bis 2030 zu erhöhen.
Geprüft werden Verlängerungen der Linie 1 ab Schildesche bis zur Vilsendorfer Straße/Engersche Straße sowie über Blackenfeld, Brake-West und Vilsendorf nach Jöllenbeck, der Linie 3 entlang der Jöllenbecker Straße bis Theesen und mögliche Endpunkte, sowie der Linie 4 im Korridor Schloßhofstraße – Babenhausen Süd mit einer möglichen Querverbindung zur Linie 3.
Die Machbarkeitsuntersuchung wird von der Stadt Bielefeld finanziert. Erste Entwürfe wurden im Juli 2025 bei Bürgerveranstaltungen vorgestellt. In Theesen wurde auf einem Präsentationsaufsteller angemerkt, dass aufgrund der ruhigen Wohngebiete eine eventuelle Tunnelführung unter der Jöllenbecker Straße geprüft werden könnte, da eine oberirdische Trasse die Wohnqualität beeinträchtigen könnte. Offiziell werden bislang jedoch nur oberirdische Varianten untersucht.
Der Abschluss der Untersuchungen ist für 2027 vorgesehen.